# Club Atlético Belgrano
El Club Atlético Belgrano es un club deportivo de la ciudad de Córdoba en Argentina. Fue fundado oficialmente un lunes 19 de marzo de 1905 por un grupo de niños y una mujer adulta, los niños eran los cinco hermanos Lascano (Esteban, Balbino, Nicolás, José y Ricardo), Telmo Baigorria, Ernesto Barabraham, Nicolás Flores, Ramón Quiroga y Arturo Orgaz, entre otros. La adulta era Rosario Soria de Lascano, quien los impulsó a crear el club, a la vez que eligió el color celeste.
Recibe su nombre en honor al general Manuel Belgrano, prócer creador de la bandera Argentina. Actualmente se desempeña en la Primera División de Argentina.
Tiene como máximos ídolos a Julio César Villagra, Juan Carlos Heredia, Tomás Rodolfo Cuellar, Luis Fabián Artime, Luis Ernesto Sosa, Guillermo Martín Farré y Juan Carlos Olave.
Otros jugadores que destacaron en la institución fueron: César Pereyra, César Mansanelli, Mariano Campodónico, Josemir Lujambio, Chuchi Cos, Matías Suárez,Gastón Turus,Gustavo Spallina,Sebastián Brusco,Mario Bolatti, Roberto Monserrat,Germán Montoya,Franco Peppino, Etc.
El color que lo identifica es el celeste con detalles blancos, con los cuales fueron diseñados el escudo y la casaca deportiva, en alusión a los colores patrios.
Su estadio es el Julio César Villagra, popularmente conocido como «El Gigante de Alberdi», que se encuentra ubicado en ese barrio de la zona céntrica de la ciudad de Córdoba, y cuenta con una capacidad para 38 500 espectadores.
Comenzó su actividad futbolística en 1913, siendo parte de la Liga Cordobesa de Fútbol, donde disputó sus primeros campeonatos organizados. Junto a Talleres son los que más títulos tienen en esta liga, ambos con 27.
En 1968, Belgrano accedió a los Torneos Nacionales de AFA, siendo el primer equipo de Córdoba en jugar campeonatos nacionales tras ganar y salir campeón del campeonato regional de manera invicta, al igual que en 1986 donde se coronó campeón invicto del Torneo Regional 1985-86, la única edición que otorgó un título de campeón a su ganador. En la actualidad, registra 38 participaciones en la Primera División y 15 en la Segunda División.
Uno de sus momentos de mayor trascendencia mundial, fue a mediados de 2011 cuando ascendió nuevamente a la máxima categoría, al derrotar en la Promoción a River Plate, mandando a uno de los clubes más importantes de América y de Argentina a la B Nacional. Tras este logro, se consolidó de tal manera en la Primera División que terminó cuarto en el Apertura 2011 y tercero en el Inicial 2012, con el mérito de igualar en puntos, en ambos casos, al subcampeón aunque con peor diferencia de gol. Con esta última campaña, al cosechar 36 unidades, se transformó en el equipo de Córdoba con la mejor campaña realizada en la historia de los torneos cortos.
Belgrano es el tercer club indirectamente afiliado en jugar copas internacionales.
De su cantera han salido jugadores como: Cristian Romero, Juan Carlos Heredia, Juan Carlos Mamelli, Bernardo Cos, José Luis Villarreal, Roberto Monserrat, Matías Suárez, Mario Bolatti, Franco Vázquez, Lucas Zelarayán, Emiliano Rigoni, Renzo Saravia y Carlos Bossio, entre otros.
En julio de 2014, la consultora  Pluri realizó una lista de clasificación de los 6000 clubes que Más público llevaron a los estadios como local en todo el continente americano en la temporada 13-14. Belgrano se ubicó en el puesto 20.º de América  (4.º en Argentina), con un promedio de 43.000 personas por partido como local y 45.500 personas en 2014/15 y 48.000 en 2015.
En el año 2016, se ubicó en el puesto 60 del Ranking Mundial de Clubes que elabora la IFFHS de acuerdo al rendimiento deportivo en el último tiempo, superando el puesto 99 logrado en 2015.
Conjuntamente con el Fútbol, se practican en el club otras disciplinas deportivas como Básquetbol, Voleibol, Natación, Ajedrez, Balonmano, Hockey, Futsal, Karate, Patín y Gimnasia Deportiva, Fútbol para ciegos, entre otras.

## Historia

### El día de la fundación

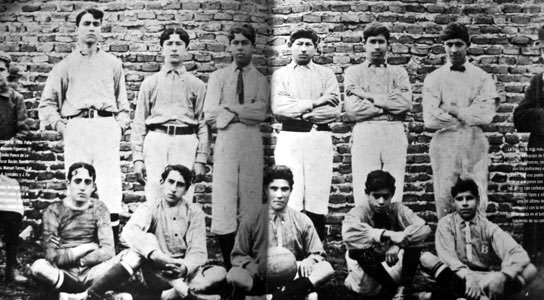
Primera foto de Belgrano en 1906.

Un 19 de marzo de 1905, bajo la sombra de un árbol de algarrobo en barrio Alberdi, se realizó la asamblea que dio vida al Club Atlético Belgrano. Es por eso que aún la institución guarda ese matiz de club de Argentina, y es la idiosincrasia que lo caracteriza.
El nombre de la entidad estuvo inspirado en honor al General Manuel Belgrano, ya que la reunión más importante se había llevado a cabo el día antes de un nuevo aniversario de la creación de la bandera nacional. De allí también los colores de la indumentaria deportiva del club. En otro ámbito de sucesos, cabe destacar la edad del primer presidente de la institución, quien tenía tan solo 14 años.
La primera comisión directiva fue la siguiente:
- Presidente: Arturo Orgaz.
- Secretario: Raúl Luque.
- Tesorero: Aurio Gardella.
- Capitán: José Oviedo.
- Vocales: Ernesto Doering.
- Nicolás Lascano.
- José Lascano.
- Balbino Lascano.
- Pedro Oliva.
- Oscar Orgaz.

Al poco tiempo, el progreso urbano e inmobiliario los obligó a abandonar la "canchita del cañaveral" y se instalaron en un terreno cedido por el señor Ramón Moreno. En ese predio, tiempo después (en la década del veinte), se construiría el estadio de Belgrano, más conocido como el "Gigante de Alberdi".

### El principio: 1905-1933

#### El "Belgrano de Alberdi"
Días después de su fundación, luego de disputar varios amistosos frente a clubes cercanos, Belgrano juega, probablemente, el partido más importante de su historia. Desde el barrio de Nueva Córdoba llega la noticia de que hay un club con el mismo nombre. Si bien no existían reglamentaciones al respecto, se decidió solucionar el pleito de la mejor manera posible, disputando un partido entre ambos. Ganó el Belgrano de Alberdi por 2 a 1, quedándose con la primera final de su historia.

#### Primera competencia y primer Clásico
Hacia 1913, Belgrano se convierte en miembro fundador de la Nueva Federación Cordobesa de Fútbol, entidad predecesora a la Liga Cordobesa. Un año más tarde, juega ante Talleres el primer clásico entre ambos clubes. Un 17 de mayo, se encuentran ambas instituciones en un cotejo amistoso. A los 15 minutos de empezado el partido, José Lascano, a la postre el primer jugador cordobés en integrar un seleccionado nacional de fútbol, le marca un gol a los de Barrio Jardín, lo que genera protestas entre los "albiazules" y su posterior retirada, plantando la semilla de una de las rivalidades más importantes del fútbol argentino. Ese día, Belgrano formó con: Ochoa; Unamúnzaga y Pacheco; Pereyra, Balbino Lascano y Lutri; Alonso, Ortega, José Lascano, Figueroa y Barabraham. Meses después, Belgrano volvería a ganar el Clásico cordobés por 8 a 1, el resultado más abultado que dio alguna vez este enfrentamiento.

#### El "Belgrano de Córdoba"
Con el correr de los años, la institución fue ganando prestigio y renombre entre la gente. Amistosos frente a River Plate, Rosario Central y la Selección Argentina, sumado a otros torneos amateurs ganados, le permiten empezar a hacerse un lugar entre los clubes más reconocidos de la ciudad, en medio de idas y vueltas que llevaron a que, en 1933, se profesionalizara la Liga Cordobesa de Fútbol.

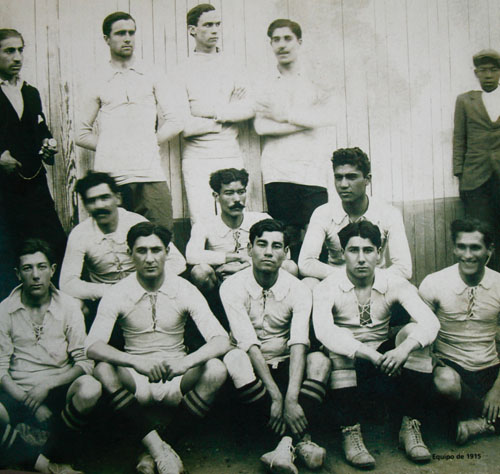
Equipo de Belgrano en 1915.

### La era del profesionalismo cordobés: 1933-1968

#### El primer campeonato
En 1933, siguiendo la "ola de profesionalización" proveniente de Buenos Aires y Rosario, se oficializa la Liga Cordobesa, resultando Belgrano el primer campeón del torneo, y por ende, el primer campeón profesional. La década del 30 fue casi por completo de los de Alberdi. La supremacía del "celeste" se verifica en la cantidad de torneos logrados en dicho período. Entre 1933 y 1937 ganaron todos los torneos que disputaron, a excepción del disputado en 1934, conquistado por Talleres.

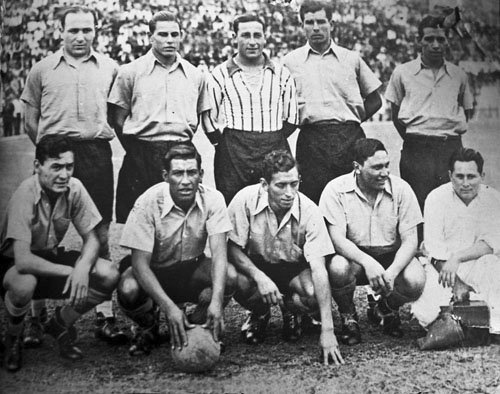
Belgrano, primer campeón profesional cordobés en 1933.

#### Giras
En 1938, Belgrano sale de gira por Bolivia, ganando tres de cuatro partidos y empatando el restante, consiguiendo marcar 18 goles y despertando admiración entre los habitantes del país vecino. Uno de los mejores partidos fue el 6 a 0 con Bolívar.

#### Supremacía en la Liga Cordobesa
El prestigio crecía año a año, entre 1940 y 1957, Belgrano consigue 14 títulos oficiales en una época dorada para el fútbol de Córdoba. Entre los años 40 y 50, el "celeste" muestra un juego ofensivo y vistoso de la mano del llamado "Quinteto de Oro": Héctor "Cartuchera" Carrizo, Justo Aníbal Coria, Oscar "La Mona" Peralta, Dardo Lucero y Francisco "Paco" García. Para muchos, la mejor delantera que haya dado el fútbol cordobés.

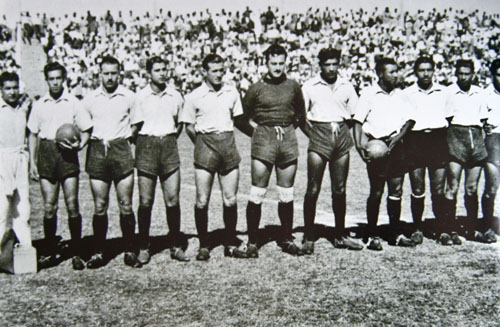
Belgrano campeón en 1947.

#### Consagración en el Regional de AFA
La década de 1960 fue de las más pobres del club, hasta que la participación y clasificación por medio del Regional de 1968 lo llevaron a ser el primer club de la provincia en llegar a disputar un torneo principal de AFA: el Nacional del 68.

### El Torneo Nacional: 1968-1986

#### Primera participación
Luego de varias décadas de fútbol centrado solo en Buenos Aires y Rosario, la AFA dispuso crear un torneo federal que diera por año un campeón y que cristalizara la participación de clubes provenientes del interior nacional. Tras ganar de forma invicta el Torneo Clasificación de la LCF, Belgrano participó del Nacional de 1968 gracias a ganar el Regional clasificatorio, dejando en el camino a Guaraní Antonio Franco y a Huracán de Corrientes. A pesar de tener una discreta primera participación, el primer representante cordobés en la elite del fútbol argentino dejó una excelente imagen en Buenos Aires, donde obtuvo un recordado empate ante el Racing de Juan José Pizzuti, una enorme victoria ante el San Lorenzo de "Los Matadores" y un 3 a 2 ante Estudiantes de La Plata, que luego sería campeón del mundo.

#### Protagonismo en el fútbol grande
Su segunda participación fue en 1971, con aquel recordado equipo dirigido por Enrique García plagado de jugadores históricos para el club, entre ellos: Tocalli, Cuellar, Syeyyguil, "La Pepona" Reinaldi, "Cuchi" Cos y Heredia. Finalizó tercero en su zona peleando hasta el final por la clasificación.
A partir de 1972, la AFA decidió darle una plaza directa al campeón de la LCF, torneo que ganó el "celeste" accediendo a jugar el Nacional de ese mismo año, en el que terminó quinto en su grupo.
En 1973, quedó a solo dos puntos de los que terminaron clasificando (Atlanta y Rosario Central), mientras que le ganó la final del Oficial de LCF al renombrado Instituto de Mario Kempes, Osvaldo Ardiles y Alberto Beltrán por 1 a 0.

#### Campañas irregulares y el resurgimiento
En 1974, el "Pirata" tuvo un desempeño irregular. A pesar de contar con jugadores de jerarquía, solo se trajo consigo un par de actuaciones dignas de ser nombradas como el 6-1 a All Boys, el 4-1 a Banfield y un 2-0 a Estudiantes de La Plata. Todo mejoró en el año 1975, pero un cuarto puesto en la Zona C no colmó las expectativas creadas por el equipo.
Luego del fracaso de 1976, en el que se quedó afuera del Nacional después de cinco participaciones seguidas, Sebastián Viberti se hizo cargo del "Equipo del 77", el conjunto que tuvo la mejor campaña en el Nacional para los "piratas". Terminó segundo en su grupo, pero debido a los problemas con el calendario, hicieron que solo los primeros de cada Zona clasificaran a la semifinal. Un 3-0 a Unión en Alberdi fue el principio de lo que se daría en el resto de la campaña, Belgrano ganó todos los partidos jugados en el "Gigante" y sumó gran cantidad de puntos en condición de visitante. Sobre el final, una derrota ante el Argentinos Juniors de Maradona llevó a que el único clasificado sea Independiente, que días más tarde venció la final del torneo a Talleres en la "Boutique".
Luego de las frustradas eliminaciones en 1978 y 1979, se decidió hacer un reducido para determinar el tercer equipo cordobés que jugara el Nacional del 80 (Talleres estaba clasificado por la Resolución 1309 y Racing había sido el equipo con más puntos en la temporada). Finalmente, el torneo quedó anulado y Belgrano volvió a jugar un Nacional en 1981 sin tener una gran participación. El equipo reapareció en 1984, llegando a cuartos de final (quedando afuera con River Plate pero ganándole por 2-0 en el Monumental), y en 1985 sin grandes alegrías.

#### Campeón de la Copa internacional 1980
Entre enero y febrero de 1980, se jugó en "La Docta" la "Copa Córdoba '80", una copa amistosa internacional que reunía a los equipos más representativos de Córdoba, Brasil y Europa. Fue la copa organizada más esperada de la historia de la ciudad, por el calibre de los equipos que la integraban: Belgrano, Talleres e Instituto, representado a Córdoba; y equipos internacionales de primera división, protagonistas en sus países, como el Fluminense de Brasil, Servette de Suiza y Honved de Hungría.
Se jugó en formato hexagonal, con dos triangulares para determinar a los finalistas. El Servette cae ante Talleres por 1 a 0 y, días más tarde, Belgrano se lleva un empate 1 a 1 contra los suizos, con un gol del "pirata" Melone sobre el final del partido. Llega el tercer partido y el más esperado por los cordobeses, el cual definía la llave. El Belgrano de Coletti se enfrenta al Talleres del "Hacha" Ludueña y el "Pepa" Reinaldi. El clásico se lo lleva Belgrano por 2 a 1 con goles de Astegiano y Delgado para los "piratas", y Lucco para Talleres. El "Celeste" pasa a la final.
En el segundo triangular, Instituto empata ante el Honved 2 a 2, con un penal de los húngaros al minuto del final, y queda eliminado luego de un 0 a 2 frente al Fluminense. Este último y el Honved definen la llave para decidir al segundo finalista y los húngaros se consagran finalistas al derrotar al Fluminense por 2 a 0.
En la final, y frente a los 40.000 "piratas" que asistieron al Estadio Kempes, Belgrano supera al Honved Budapest de Hungría, con un gol agónico del "Gringo" Coletti en tiempo de alargue. El torneo se celebró en Córdoba y Belgrano venía golpeado por quedarse afuera de los Nacionales del 78 y 79. Sin embargo el "Celeste", con entrega, venció a los húngaros y tuvo un buen motivo para festejar.

### Entre reducidos y promociones. Las idas y vueltas: 1986-2010

#### Belgrano campeón del Torneo Regional e ingreso a la liguilla pre-Libertadores
Cuando ya se había decidido la última gran reestructuración del fútbol argentino, que implicó la creación del torneo de Primera Nacional B, desde las oficinas de la AFA idearon un sistema que les permitía a los equipos del interior tener una chance de jugar la Copa Libertadores de América: nacía el Torneo Regional 1985-86. Los viejos Nacionales llegaban a su fin. En 1985 se jugó el último torneo, que vio campeón a Argentinos Juniors, y a partir de la siguiente temporada, el fútbol del interior tendría su chance de jugar en Primera a partir de una nueva categoría de ascenso.
En octubre de 1985, comenzó el Torneo Regional, la primera copa oficial del interior y uno de los torneos más federales en la historia del fútbol argentino. Participaron 106 clubes representativos de las 23 provincias del país, siendo considerado como "un auténtico campeonato provinciano, con los mejores representantes de cada rincón del país. Según los planes originales, el torneo ponía en juego no solo un título de campeón, sino también la posibilidad de una plaza para jugar nada menos que la Copa Libertadores 1986. Sin embargo, sobre la marcha del torneo, la AFA dio algunos pasos atrás en sus palabras y en vez de premiar al campeón con el pase directo a la Copa Libertadores, clasificó a los 6 primeros a la Liguilla Pre-Libertadores.
Belgrano venía de obtener el oficial de la ex Asociación Cordobesa de Fútbol, con sus últimos 14 encuentros sin conocer la derrota. Después, ganó el torneo Provincial acumulando otros 14 encuentros sin ser vencido. Finalmente, en el Torneo Regional, llegaría a la final junto a Olimpo con otra racha invicta de 10 partidos. Luego de vencer a los "aurinegros" por 3 a 1 en Bahía Blanca, el "Celeste" se consagra campeón invicto del torneo el 20 de abril de 1986, tras una nueva victoria en Barrio Alberdi, esta vez por 3 a 2. Juan Manuel Ramos; Alejandro Chiera, Sergio Céliz, Juan Caros Reyna, Raúl Moreno; Juan José López, José Luis Villarreal, Germán Martelotto, Abel Darío Blasón, Luis Américo Scatolaro y Gustavo Parmigiani fueron los once que jugaron los 90 minutos en aquella histórica final dirigida por Aníbal Hay. Dos goles de Parmigiani y uno de Martelotto, luego expulsado, sellaron la victoria.
De esta forma, Belgrano le da a Córdoba su primer título oficial de AFA, y termina acumulando 40 partidos invictos, siendo el primer equipo en superar el récord del Racing de Pizzuti. Fueron 28 victorias, 12 empates y 97 goles a favor. Al mismo tiempo, se convierte en el primer y único equipo cordobés en disputar una Pre-Libertadores.
A la Liguilla llegaron Alianza de Cutral-Co de Neuquén, Concepción Fútbol Club de Tucumán, Güemes de Santiago del Estero y Guaraní Antonio Franco de Misiones, a la primera fase. Mientras que los dos finalistas, Belgrano de Córdoba y Olimpo de Bahía Blanca, jugaron los cuartos de final. El "Celeste" perdió su racha invicta frente al subcampeón nacional Newell's Old Boys, y al igual que todos los equipos que accedieron a través del Regional, quedó eliminado enseguida. Sin embargo, la base de ese plantel le permitió a Belgrano llegar a la final del Reducido por el segundo ascenso, que perdió con Banfield. Abel Darío Blasón fue uno de los goleadores del nuevo torneo con 34 conquistas, detrás de José Raúl Iglesias, de Huracán, con 36. Al año siguiente, los dos ascendidos y el tercero también tuvieron una chance de acceder a la Libertadores. Armenio quedó eliminado por Boca, Banfield con Independiente y Belgrano otra vez no pudo con Newell's Old Boys de Rosario.

#### El "10" viste la Celeste
En 1986, Maradona se disponía a estrenar su condición de flamante campeón mundial defendiendo la camiseta celeste. El rival elegido para el encuentro amistoso fue Vélez Sarsfield y lo recaudado por la venta de entradas se destinó al Patronato de la Infancia.
Diego arribó esa misma tarde a "La Docta" y enfiló hacia el Estadio Chateau Carreras, escenario del partido. Allí lo esperaba el plantel de Belgrano, que ostentaba el título de campeón del Regional desde hace unas semanas y se aprestaba a iniciar el primer Nacional B de AFA.
En Córdoba, se recuerda aquella noche como el reencuentro de Diego con el fútbol luego del famoso 3-2 a Alemania en el Azteca, que consagró a Argentina como campeón del mundo. Asistieron más de 20 mil personas y las luces del estadio se apagaron completamente cuando el mejor futbolista del mundo ingresó al campo de juego, vestido con una camiseta celeste especial. Hubo fuegos artificiales y plaquetas conmemorativas para Diego y José Luis Cuciuffo, el cordobés del "Fortín" que también se consagró con la celeste y blanca.
Aquella inolvidable noche, Belgrano formó con: Ramos; Ghielmetti, Céliz, Reyna y Chiera; J.J. López, Villarreal y Maradona; Blasón, Scatolaro y Vázquez. El director técnico fue Tomás Cuellar.
El resultado fue 1 a 1 y quedó para el anecdotario el penal malogrado por "El Diez". A los "celestes" les queda para siempre el orgullo de esa jornada histórica en la que Diego Maradona fue "Pirata".

#### Ascenso a Primera (1991)
En 1986, Belgrano participó del primer Nacional B de la historia, pero tuvo que esperar cinco años de protagonismo en la categoría para poder conseguir su primer ascenso a Primera.
En el Nacional 1990-91, el "pirata" queda segundo junto con Atlético Tucumán y accede al Reducido. En los cuartos de final, se lleva un global de 6 a 4 frente a Central Córdoba, para avanzar a semifinales, en donde le espera San Martín de Tucumán. Luego de una derrota ante los tucumanos por 1 a 0 en la ida, la llave se define en el Estadio Córdoba ante una gran convocatoria "pirata". A pesar de que el "celeste" dominaba los primeros minutos del partido, San Martín se pone en ventaja con un gol de Raúl Wensel a los 23'. Sin embargo, al poco tiempo, aparecería la zurda del "Tano" Spallina para marcar el empate y reavivar la esperanza. Ya en el segundo tiempo, el partido moría sin grandes oportunidades de gol y la desazón aumentaba con cada minuto de juego. Finalmente, a un minuto del final, un cabezazo del "Chiche" Sosa en el área le daría vida a uno de los goles más gritados en la historia del pueblo "celeste". Belgrano se lleva una sufrida victoria ante los tucumanos por 2 a 1.
La final sería con Banfield que venía de golear 4 a 0 a Atlético Tucumán. Todavía estaba en la memoria la fatídica final del 87 en la que el "taladro" le negó el ascenso a los de Alberdi. En Buenos Aires, el "pirata" se lleva un empate 1 a 1 para mantener viva la ilusión del ascenso. Ya en Córdoba, en un Chateau Carreras colmado y con más de 5.000 personas en las zonas aledañas, Belgrano demuestra un notable despliegue de fútbol y golea a Banfield por 4 a 0, coronándose campeón y ascendiendo a la Primera División del fútbol argentino. De la mano de Jorge Guyón y con jugadores de la talla de Luis "Chiche" Sosa, Víctor Heredia, Javier Sodero, Gustavo "Tano" Spallina y Roberto "El Diablo" Monserrat, el "pirata" volvía a codearse con los grandes.

#### Segundo ascenso (1998)
Luego de cinco años en la máxima división argentina, alternando buenas, regulares y malas campañas, Belgrano desciende después de terminar 13° en el Clausura 96.
En el Nacional 1997-98 del año siguiente, llega a la primera de las dos finales que definirían un ascenso a Primera. Belgrano se enfrentaba a los "albiazules" luego de haber completado una enorme campaña con la conducción de Ricardo Rezza en el banco y "Chiche" Sosa y "Luifa" Artime en la cancha. En la ida había ganado la "T" por 1 a 0 y en la vuelta se ponía en ventaja en un partido que pintaba para goleada, pero, sacando a relucir la mística celeste, Belgrano lo dio vuelta con el recordado gol de Luis Ernesto Sosa de tiro libre en el último minuto del partido. Luego la lotería de los penales le daría a los de Barrio Jardín el primer pasaporte a Primera, mientras que Belgrano debería chocar con Aldosivi en la final del Torneo Reducido.
A pesar del golpe anímico y moral, Belgrano sacó fuerzas para afrontar los dos partidos ante el "tiburón". Fue 1-1 en la ida, en el mundialista de Mar del Plata, con un gran gol de Cosme Zaccanti. De vuelta en Córdoba, en un partido tenso que se abrió con los goles de "Leo" Torres y "Chiche" Sosa, el "pirata" consigue la victoria por 3 a 1. A pesar de todo, la historia tuvo final feliz y Belgrano recuperó su lugar en la Primera División.
Con un par de actuaciones irregulares, Belgrano se mantuvo en Primera durante cuatro años hasta que el promedio lo volviera a condenar al descenso. A pesar de esto, están más que presentes algunos recuerdos que el "celeste" le dejó a sus hinchas en este lapso de tiempo: las promociones ante Quilmes (principalmente aquel gol de Mugnaini a minutos del final en Alberdi), un 3-1 al Boca de Carlos Bianchi en La Bombonera y un 1-0 a San Lorenzo que hizo que el "cuervo" perdiera su invicto de 17 partidos y llevara a Belgrano a la punta del Apertura.

#### Caída a la quiebra
Pero la quiebra cayó hondo entre los hinchas "piratas". En 2001, luego de la segunda asunción de Gregorio Ledesma como presidente del club, se dio a conocer que el pasivo del mismo llegaba a los 20 millones de pesos y que sostenerse en primera poco le ayudaba ya que los ingresos por publicidad estaban en manos de los acreedores.

#### Gerenciamiento
En medio de un proceso largo, apareció en 2001 la primera persona con intenciones claras de devolver a Belgrano de donde nunca debió irse, Pablo Juan María Reyna.El abogado cordobés junto a un grupo de amigos (Castaño, Cáceres, los hermanos Manzanares, Bustos, entre otros) intentaron poner en camino a Belgrano. Tras 4 años de épocas complicadas en el país, ya habiendo organizado casi en su totalidad al club, creando la sociedad "Córdoba Celeste" decidieron venderle las acciones a Armando Pégez.El empresario cordobés radicado en Buenos Aires decidió tomar las riendas del club y llevarlo a obtener su primer logro como gestor, el Ascenso a primera del 2006.
La cosa no empezó bien aquel Apertura 2005. La llegada de Julio Zamora solo trajo malos resultados y el fervor de una hinchada cansada de soportar esa categoría. Con este panorama, Pérez trajo a un viejo conocido de la casa, Carlos Ramacciotti.

#### Tercer ascenso (2006)
Con "Rama" como técnico, el equipo dio un vuelco, empezó a sumar puntos y a pelear el Clausura mano a mano con Talleres hasta el final, incluso ganándole un clásico "bisagra" como el de la 15.ª fecha del Clausura, donde un 2-1 le dio tanta vida a la ilusión como aquel recordado gol de Diego Novaretti frente a Huracán de Tres Arroyos en el último minuto del partido.
Luego de ganarle a Ferro por 3-1, al "pirata" le tocaba jugar con Nueva Chicago para definir el segundo equipo que subiría de categoría (El primero fue Godoy Cruz) y el que estaría destinado a jugar la primera promoción de ascenso. Después de la dura derrota por 3-1 en cancha de Ferro, donde jugaba de local el conjunto de Mataderos, Belgrano casi logra la hazaña en Córdoba cuando en tiempo suplementario se ponía 3-0 arriba, pero el equipo se quedó sin resto físico y sin ascenso. Había que esperar a Olimpo.
En el primer choque, Belgrano sacó a relucir las fallas de un Olimpo golpeado y le dio vuelta el partido. 2-1 en la ida. En la vuelta, el nerviosismo y la falta de contundencia, sumado a un Germán Montoya gigante llevaron a la victoria "celeste" también por 2 a 1. El "celeste" obtenía su tercer ascenso.

#### Ascensos frustrados
Una sola temporada en Primera estuvo Belgrano antes de que el promedio lo condenara otra vez, pero como siempre, dejó huella en el ámbito nacional. Una victoria por 1-0 ante el Boca de La volpe que venía a Córdoba para ser campeón es el mejor recuerdo que queda de esa época.
Luego vendrían las Promociones. Con el experimentado Mario Gómez y de la mano de "la joya" Matías Suárez, Belgrano se enfrentó ante el primer "grande" que disputaba una instancia de promoción para evitar descender, Racing Club de Avellaneda. En la ida fue empate 1-1 y en la vuelta la mala suerte y la falta de acierto en el gol hicieron que los más de 8000 "piratas" presentes vuelvan a Córdoba con las manos vacías.
La segunda promoción también fue ante un grande como Rosario Central. Frente a un marco imponente en Alberdi, el "celeste" perdió 1-0 y volvió de Rosario con un empate que lo dejó sin nada.

### La era Zielinski: 2010-2016

#### La asunción del "Ruso"
Después de que de la mano de Córdoba Celeste pasaran 12 técnicos diferentes, Armando Pérez decidió él solo. Luego de escuchar distintas ofertas, eligió de forma directa al sucesor de "Chiche" Sosa como entrenador de un Belgrano que llegó a estar último en la tabla de posiciones y que parecía no levantar cabeza. El "Ruso" estaba al frente de Patronato de Paraná, pero la oferta del "celeste" y la irregular campaña del equipo entrerriano seducían al nacido en Capital Federal. Un 14 de diciembre de 2010, era presentado ante el escepticismo e incertidumbre de la gente Ricardo Alberto Zielinski, a la postre, el técnico más ganador de la historia del club.

#### La vuelta a una identidad futbolística
Luego de empatar 1-1 frente a San Martín de San Juan en su primer partido a cargo del equipo de Alberdi, las cosas poco a poco iban cambiando. Dándole una identidad y un camino por donde ir para obtener buenos resultados, Zielinski fue forjando una forma de jugar y una "máquina de obtener puntos" con Belgrano. La escalada en el campeonato, desde los últimos lugares de la tabla hasta pelear puestos de ascenso, fue lenta pero incesante. Luego de golear por cuatro a cero a San Martín de Tucumán, consiguió ocho triunfos y siete empates. Pero más allá de eso, le devolvió al hincha la ilusión que parecía perdida entre los últimos lugares del torneo. De la mano de Franco "Mudo" Vázquez, uno de los jugadores con más calidad y talento salidos de Córdoba en el último tiempo, sumado a un César "Picante" Pereyra en su mejor momento, Belgrano fue ascendiendo posiciones en la tabla. Después de una victoria agónica frente a Defensa y Justicia por 3-2, el "pirata" selló su pasaporte a la Promoción, solo restaba conocer el rival. Y tras el gol de Leandro Díaz en el minuto 46 del segundo tiempo, Lanús sentenciaba con un 2-1 que ese rival era, nada más y nada menos, que el Club Atlético River Plate.

#### El histórico ascenso ante River Plate
Una de las incursiones de Belgrano en la Primera División que han quedado en la historia del deporte argentino, fue la participación que tuvo en la Temporada 2010-11, donde el equipo de Barrio Alberdi conseguiría el anhelado ascenso a Primera un 26 de junio de 2011. Pero lo que realmente depositó al club cordobés en la historia, fue que para poder conseguirlo, debió disputar la Promoción de Ascensos a Primera División, ante nada más ni nada menos que el poderoso Club Atlético River Plate, equipo que dominara las acciones de la Primera División durante un buen tiempo, con una marca de 33 campeonatos de Primera División.
En la previa, las realidades de ambos clubes eran diametralmente opuestas, ya que mientras Belgrano llegaba favorecido por el nuevo sistema del llamado "Torneo Nacional" (nombre puesto a la Primera B Nacional, en reemplazo de los torneos Apertura y Clausura), ubicándose cuarto en el acumulado final, por detrás de Atlético de Rafaela (1.º), Unión de Santa Fe (2.º) y San Martín de San Juan (3.º), River quedaba condenado a disputar este certamen reducido a causa de su complicado promedio, que había bajado a 1,236 puntos, ocupando la primera plaza de promoción, por delante de Gimnasia y Esgrima de La Plata, Huracán de Parque Patricios (estos dos definiendo el descenso en un partido desempate que se terminaría definiendo a favor de Gimnasia) y de Quilmes Atlético Club (descendido). Por reglamento y por dichas ubicaciones, ambos equipos debían cruzarse en las llaves promocionales.
Tal como lo establece el reglamento, la llave de ida se jugó el día miércoles 22 de junio de 2011 en el estadio perteneciente al equipo que pretendía el ascenso, en este caso, Belgrano. El partido finalizaría con el tanteador favorable a los locales por 2 a 0. El primer gol surgió de un penal sancionado por el árbitro Néstor Pitana a causa de una mano juzgada como intencional, por parte del defensor de River Adalberto Román. La pena máxima, fue convertida en gol por el mediocampista César Mansanelli a los 25 minutos de juego. Mientras que el segundo tanto, 4 minutos del segundo tiempo, por medio de un certero cabezazo conectado por el defensor Luciano Lollo quien asistió a César Pereyra tras un tiro de esquina ejecutado por Mansanelli. Lamentablemente, la violencia desbordó a la parcialidad riverista que invadió el terreno de juego, provocando la detención del encuentro por un lapso de 20 minutos.
Finalmente, la revancha se jugó el día domingo 26 de junio de 2011, en el mítico estadio Estadio Antonio Vespucio Liberti, perteneciente a River Plate. A causa de los incidentes ocurridos en Córdoba, existía cierta incertidumbre sobre la viabilidad de jugar el partido con público o a puertas cerradas. Finalmente, el partido fue presenciado por un estadio colmado, donde finalmente hubo un vencedor. Durante el transcurso de los 90' el partido fue parejo, hasta que a los 2' Belgrano sacudió las aguas luego de un tiro libre ejecutado por César Mansanelli el cual fue incorrectamente anulado por el juez de turno Sergio Pezzota. Las acciones dieron un giro de 180° cuando a los 5' era River el que gritaba el "primer" gol, luego de un furibundo derechazo del delantero Mariano Pavone. Las acciones siguieron peleadas, hasta que a los 16 minutos del segundo tiempo, una falla en la defensa riverista permitió que el mediocampista Guillermo Farré convierta el tanto de la igualdad para el conjunto cordobés. Era el inicio de la hazaña. Las acciones siguieron su curso, hasta que a los 21 minutos del segundo tiempo, Leandro Caruso simuló un empujón por parte de Tavio que terminó en un penal ejecutado por Pavone y atajado por Juan Carlos Olave, quien no necesitó demasiado esfuerzo para detener el disparo del delantero, quedándose con todas las ilusiones del "Millonario". Sobre el final, nuevamente los disturbios dijeron presente, provocando que el árbitro pezzotta diera por concluido el encuentro a dos minutos del final, decretando así el ascenso de Belgrano y el histórico descenso de River Plate. De esta forma, la parcialidad celeste celebró su ascenso más relevante de los últimos tiempos, recordando además a su eterno rival Talleres quien había descendido temporadas pasadas al Torneo Argentino A, quedando de esta manera y por primera vez en la historia del clásico cordobés a dos categorías de distancia.

#### Cuarto puesto de Primera División 2011
Con Belgrano de vuelta en Primera, llegaba la hora de demostrar en uno de los torneos más difíciles del mundo para qué estaba. Siguiendo la misma idea englobada en un paradigma de juego ordenado y efectivo, el técnico fue forjando un conjunto que de a poco se convertía en una cosechadora de puntos. De esta forma, el "Celeste" terminó de forma histórica en el tercer lugar de la tabla final del Apertura 2011, sumando nada más y nada menos que 31 puntos, los mismos que el subcampeón, aunque con menor diferencia de gol.
Luego de este torneo, pasó al Palermo italiano la figura de este Belgrano y uno de los mejores jugadores del campeonato, Franco Vázquez; que incluso se despidió con un gol en su último partido con la casaca "pirata", en el 1-0 frente a Arsenal por la 19.ª fecha del Apertura.
Ya sin Vázquez y sabiendo lo difíciles que son las segundas mitades de temporada, Belgrano cumplió una regular campaña en el Clausura 2012. Consiguió el objetivo de llegar a los 50 puntos y a falta de tres fechas para el final, ya estaba matemáticamente salvado de cualquier posibilidad de descender. En la fecha 15, le ganó de visitante a Vélez por uno a cero y se aseguró un lugar en Primera por otro año más.
| Pos  | Equipo          | Pts | PJ | PG | PE | PP | GF | GC | Dif |
| ---- | --------------- | --- | -- | -- | -- | -- | -- | -- | --- |
| 01.º | Boca Juniors    | 43  | 19 | 12 | 7  | 0  | 25 | 6  | 19  |
| 02.º | Racing Club     | 31  | 19 | 7  | 10 | 2  | 16 | 8  | 8   |
| 03.º | Vélez Sarsfield | 31  | 19 | 9  | 4  | 6  | 22 | 17 | 5   |
| 04.º | Belgrano        | 31  | 19 | 8  | 7  | 4  | 21 | 16 | 5   |
| 05.º | Colón           | 31  | 19 | 8  | 7  | 4  | 19 | 15 | 4   |

#### Belgrano tercero en el Torneo Inicial 2012 y primera clasificación a la Sudamericana 2013
El Inicial 2012 fue, sin lugar a dudas, un torneo histórico. No solo por los logros y victorias estadísticas que posicionaron a Belgrano como uno de los rivales más difíciles del campeonato, sino también por el hecho de que por primera vez en años, un club de Córdoba peleaba hasta la penúltima fecha por salir campeón.
En la primera jornada, Belgrano se debía enfrentar ante un River que regresaba a Primera luego de estar un año en la segunda categoría. El "pirata" consiguió ganarle el segundo partido más importante de la historia "millonaria". Melano y Carranza fueron los anotadores del equipo de Alberdi que daba una vez más la nota; que a pesar de las expulsiones y un penal en contra, volvió a Córdoba con tres puntos históricos.
Luego vendrían otras grandes victorias: Un 1-0 ante Racing de local con dos hombres menos, un muy festejado 3-1 ante Boca en el Mario Alberto Kempes luego de empezar perdiendo el partido, un 3-1 a Rafaela de visitante que ilusionó a todo el pueblo celeste con pelear el campeonato, un 2-1 en Avellaneda ante Independiente jugado en dos días por incidentes, entre otros.
El buen juego y la solidez defensiva llevaron a los de Alberdi a estar en la conversación hasta la fecha 18, cuando Vélez le ganó a Unión y se erigió campeón. A pesar de ello, no había nada para reprocharle a un equipo que cumplió una campaña memorable. Sumó 36 puntos (los mismos que el subcampeón) y fue el segundo equipo con más partidos ganados después del campeón.
| Pos  | Equipo            | Pts | PJ | PG | PE | PP | GF | GC | Dif |
| ---- | ----------------- | --- | -- | -- | -- | -- | -- | -- | --- |
| 01.º | Vélez Sarsfield   | 41  | 19 | 13 | 2  | 4  | 31 | 12 | 19  |
| 02.º | Newell's Old Boys | 36  | 19 | 9  | 9  | 1  | 23 | 11 | 12  |
| 03.º | Belgrano          | 36  | 19 | 10 | 6  | 3  | 22 | 13 | 9   |

Belgrano se aseguró un lugar en la edición de la Copa Sudamericana 2013, un logro histórico ya que fue la primera competencia internacional a la cual jugó este club. En dicho torneo, fue eliminado por Vélez Sarsfield, tras vencerlo de local por 1-0 y perder 0-2 en Buenos Aires.
Luego de una temporada exitosa, Belgrano se convirtió en el primer club de Córdoba en liderar la venta de entradas de una temporada de Primera División con un total de 223 179 boletos vendidos, seguido de Boca Juniors (221 060), River (220 868), Independiente (201 594), y Newells (178 044).[cita requerida]

#### Segunda clasificación a Copa Sudamericana en 2014
Para la temporada 2013-14 de la Primera División, Belgrano empezaba puntero por la clasificación a la Copa pero con actuaciones regulares no lo llevaron a la clasificación quedando por debajo de Rosario Central que fue el último clasificado.
Para la Temporada 2014-15, y con nuevas expectativas, Belgrano hace una buena campaña de 25 puntos, ganando los dos últimos partidos frente a Arsenal quitándole el invicto que llevaba de local y una goleada contra Independiente de Avellaneda 4 a 0 de local lo tenían al margen de una posible clasificación.
Con Racing Campeón de Primera División y Boca ganándole el repechaje a Vélez Belgrano se clasificó para la Copa Sudamericana 2015.

#### Campeonato de Primera División 2015 y Copa Sudamericana
Con la idea de este nuevo torneo de 30 equipo Belgrano trae refuerzos como Sebastián Prediger, Sergio Escudero, Mauro Óbolo y la vuelta de un querido jugador como él Chiqui Pérez.
Belgrano debutó de local contra Nueva Chicago ganándole 3 a 1. Posteriormente rescató un punto sufrido contra Lanús y pierde 2 a 1 de Local contra River. Para la Fecha 4 Belgrano visita a Independiente y comienza perdiendo con gol de tiro de libre de un ex Belgrano: Federico Mancuello. Finalmente, Belgrano con carácter y buen juego da vuelta el partido y lo gana 2 a 1.
Después de 44 años Belgrano gana 5 partidos consecutivos contra Vélez, Newell's, Sarmiento de Junín, Quílmes, y Crucero del Norte. Este último partido lo llevó a la punta del campeonato que era de Boca y así surge él apodo "Los Remeros".
Belgrano debutaba en la Copa Sudamericana 2015, con un rival históricamente difícil como Lanús, a los 15 segundos del primer tiempo Fernando Márquez hace él segundo gol más rápido de la Copa Sudamericana y de la historia del pirata poniendo las cosas 1 a 0, pero él granate se le venía hasta que a los 44 minutos del segundo tiempo se lo empatan con un cabezazo de Gustavo Gómez. Luego en el partido de vuelta, en la fortaleza, Belgrano pierde 5 a 1 quedando nuevamente eliminado
En la Fecha 29, Belgrano le gana 2 a 1 a Estudiantes de La Plata y logra la mejor campaña en la historia del fútbol cordobés en primera división sumando 51 puntos en 30 fechas, logrando el 50% de los puntos en juego y clasificándose a la Liguilla pre-Libertadores en la que fue eliminado por Independiente en Avellaneda.
Después de haber quedado eliminado de la liguilla pre-Libertadores Belgrano todavía tenía una chance más de clasificar a una Copa internacional, debuta en la liguilla pre-Sudamericana contra Colón en Santa Fe ganándole 1 a 0 con gol de Fernando Márquez a los 8 minutos del primer tiempo.
En Córdoba, ante 57.000 mil hinchas, los celestes empiezan perdiendo con gol de Pablo Ledesma. Con ese resultado se iba a penales. En el segundo tiempo, a los 37 minutos, Mauro Óbolo hace un gol de cabeza y clasificó al Pirata a la Copa Sudamericana 2016.

#### Copa Sudamericana 2016
Con una demora inesperada por una falla técnica en el sistema eléctrico del Estadio Único de La Plata, Estudiantes y Belgrano iniciaron su camino en la Copa Sudamericana 2016. El predominio del Pincha fue perceptible desde los primeros movimientos y a los 16 minutos de la etapa inicial el León logró sellar su superioridad en el marcador.
Una precisa asistencia de Israel Damonte le permitió a Facundo Sánchez sorprender a los centrales y definir con un cabezazo que dejó sin posibilidades a Juan Carlos Olave. La emboquillada del ex Tigre fue perfecta y la fiesta se instaló desde temprano.
Sin embargo, cuando los de Nelson Vivas consiguieron sacar la mínima diferencia el espectáculo bajó en su intensidad. La postura de los platenses atentó contra el entretenimiento y la cautelosa decisión de mantener la escasa ventaja generó una interrogante para el complemento.
Similar a esas viejas noches de consagración que tuvo en la edición del 2009, cuando con goles suyos se construyó el camino al título de Liga de Quito, Claudio Bieler firmando doblete en la cancha del ‘Estadio Mario A. Kempes’ ayudó a la clasificación de Belgrano a octavos de final de Copa Sudamericana, dejando en el camino a Estudiantes de la Plata, rival al cual venció con marcador de 2-0 a favor en el choque de vuelta de la llave válida por la segunda ronda del torneo Internacional.
Partido histórico para La Historia Celeste, ya que fue la primera vez que Belgrano salía del país por una competencia Internacional en su tercera participación en la Copa Sudamericana. Enfrentaba al elenco brasileño en él Estadio Couto Pereira con él apoyo incondicional de su gente, que fue en masa hasta él país hermano. Más de 4000 piratas viajaron a Brasil.
Belgrano empezó ganando con gol de Cláudio Bieler a los 4 minutos del primer tiempo, con una corrida espectacular del 10 pirata, Matias Suárez, dejando en él camino a un defensor Brasileño y dando la asistencia para él goleador.
Juan Carlos Olave a los 30 del primer tiempo le ataja un penal a Kazim Richards.
Al minuto 49 del segundo tiempo, tras un centro de Matías Suárez, Nahuel Luján pone él 0-2 para los De alberdi. Sobre el final del partido, Coritiba descontaría convirtiendo de penal. El resultado final sería 2-1 a favor de Belgrano, que soñaba con clasificar a cuartos de final de la Copa.
Ante un Kempes repleto, el pase a cuartos de final parecía que se lo iba a quedar el conjunto pirata, quien arrancó ganando con gol de Bieler a los 29 minutos. Sin embargo, el conjunto brasileño no se desprendía de la esperanza de pasar de ronda, y esto le costaría caro a un Belgrano que se durmió sobre el final del primer tiempo, cuando de cabeza, el Coritiba pondría el 1-1 sobre el final del primer tiempo.
El segundo tiempo solo empeoró aún más la situación; nuevamente de cabeza el Coritiba se pondría 2-1 en el marcador, e igualaría las cosas en el marcador global, obligando al cruce a definirse desde los 12 pasos. 4-3 vencería Coritiba en los penales, dejando a un Belgrano sin pase a cuartos y con una gran desilusión por parte de los hinchas, quienes a pesar de todo, se mostraron agradecidos por el trabajo del club en la Copa.

### Años sin pena ni gloria y descenso

#### El inicio de la debacle
Tras enfocarse en la clasificación a la Copa Sudamericana 2016, el celeste redondeó un gran año en cuanto a las copas. Consiguió llegar a las semifinales de la Copa Argentina 2015-16, pero perdió en esa instancia por 2-0 frente a Rosario Central.  
Por el torneo local fue un año para el olvido, quedando en la 12° posición de la zona A y consiguiendo solo 16 puntos. 
En los años siguientes, el pirata no logró salir de esa mala racha, en el Campeonato 2016-17 quedó en la posición 28° de 30 equipos y tras no poder mejorar su performance en los siguientes campeonatos lo condenó a perder la categoría en la ahora llamada Superliga 2018-19.  

#### Navegando en la b nacional
Luego de consumado el descenso a la Primera B Nacional, el pirata pondría en campaña para volver rápidamente a la primera división. Se contrató a Pablo Vegetti que se había coronado como goleador de la última temporada  y jugadores de gran trayectoria como Hernán Bernardello, Rodrigo Erramuspe y Ricardo Noir.   
Ese año, tampoco fue el mejor, la caída libre del pirata no tenía fin. Cerrando un mal año en la posición 10° de 16 equipos hasta la cancelación del torneo por la Pandemia de COVID-19 
Pese a la reanudación del torneo, el celeste tampoco se asentó y no logró clasificar al reducido por un ascenso a la Primera División ni en ese torneo ni en el siguiente del año 2021.

### Era Luis Fabián Artime

#### Construcción del ascenso
La caída en picada del club de Alberdi frenó con las elecciones del 2021, postergadas por la Pandemia de COVID-19. El sábado 6 de febrero se convirtió en un día histórico; Luis Fabián Artime, máximo goleador del club, le ganó la pulseada a Armando Pérez y se convirtió en el nuevo presidente. La elección fue la más importante en la historia de Belgrano, 8300 socios participaron de los comicios, un número histórico para todo el país.  

## Rivalidades

### Clásico Cordobés
El Clásico Cordobés es como habitualmente se denomina al partido del fútbol argentino que enfrenta a los dos clubes más importantes de Córdoba: Belgrano y Talleres.
Contando partidos oficiales y amistosos, han jugado un total de 399 partidos de los cuales Belgrano ganó 133, Talleres 133 y empataron en 134 oportunidades. Sin contar los amistosos jugaron 257 partidos, de los cuales Belgrano ganó 76, Talleres ganó 96 y empataron 85 veces.

### El primer clásico
- El primer encuentro se disputó en el día 17 de mayo de 1914 y finalizó con victoria de Belgrano por 1 a 0 con anotación de José Lascano.

En 1913 se fundaba el Club Atlético Talleres Central Córdoba y de inmediato se afiliaba a la Federación Cordobesa de Fútbol. Para el año siguiente el fixture indicaba que en la 1.ª fecha el nuevo equipo debía enfrentar (en lo que sería su debut oficial) a los "Celestes de Alberdi". Aunque ambos equipos llegaban marcados por realidades distintas, se emparentaban en la gran expectativa que habían despertado en sus seguidores. Así el 17 de mayo de 1914 la cancha de Belgrano presentaba un marco de público verdaderamente multitudinario para ver tal cotejo.
Los "Celestes" venían de ser los últimos campeones de la liga cordobesa y los "Albiazules" debutaban en dicho torneo con la esperanza de hacer una exitosa campaña. En medio de un clima festivo y de algarabía dio inicio el partido. A pesar de la expectativa que había en torno del cotejo éste tan solo duró cuatro minutos. Sucede que a los pocos minutos de comenzar el partido, los celestes abrían el marcador en una confusa jugada que desato la ira del equipo visitante. Los jugadores albiazules entendían que Lascano (autor de la conquista) estaba en posición adelantada, pero el árbitro del encuentro, Zerda, convalidó el gol. El descontrol se adueñó del cotejo, los jugadores de Talleres se sintieron perjudicados con un gol en contra, que a su entender fue convertido en acción fuera de juego, y decidieron abandonar el partido. Días después se auto desafiliarían de la Federación Cordobesa.
Por los acontecimientos sucedidos en tal encuentro es que cada Belgrano-Talleres adquiriría ribetes y condimentos especiales, convirtiendo a cada partido futuro en un verdadero clásico del interior argentino.
En ámbitos del fútbol femenino, en marzo del 2012 se jugó el primer clásico oficial de la historia y Belgrano se impuso por 12-0.

### Rivalidad con Instituto
Otra rivalidad importante que posee Belgrano es con Instituto. El primer partido se produjo el 2 de mayo de 1920 empatando 1-1 con goles de José Lescano por parte de Belgrano y por Márquez por parte de Instituto.
En total se enfrentaron 197 veces con 83 victorias para Belgrano, 62 para Instituto y 52 empates.
El último enfrentamiento en Primera fue el 02/07/24 por la fecha 22 de la Primera División en la primera fase, con victoria para La Gloria 1 a 0.

### Otras Rivalidades
Belgrano también tiene rivalidades deportivas con Racing de Córdoba, Atlético Tucumán,Colón de Santa Fe y Newells Old Boys.

## Apodos

### El Pirata Cordobés
A Belgrano le dicen "El Pirata" debido a que en la década del 60 los hinchas de Belgrano saqueaban cada pueblo o ciudad en los que Belgrano tuviera un compromiso deportivo. Otro rumor dice que al apodo se lo pusieron los hinchas de Racing de Córdoba debido a que en un encuentro los hinchas "celestes" les robaron los trapos y le gritaron Piratas. También se cree que le dicen "piratas" porque en sus comienzos como su estadio era precario y no contaba con buenas instalaciones , los celestes salían a pedir "prestado" a vecinos y baldíos materiales improvisados para poder jugar el partido. luego los devolvían.

### El Celeste
El apodo "El Celeste" es por el color más distintivo de la divisa de la institución. También se le dice El "Celeste de Alberdi" por el barrio, apodo que comparte con Atlético de Rafaela, Temperley y Estudiantes de Río Cuarto. 

### Los Remeros
Este apodo se lo puso el Diario español Marca por el festejo que inventó el defensor Sergio Escudero en un partido contra Vélez por el Torneo Argentino, que luego se hizo costumbre este festejo por partidos que empezaba perdiendo y "Remando" terminaba ganándolos.

### Belgrano de los Milagros
Este Apodo surge por el año 2000 cuando Belgrano le Gana la promoción a Quilmes dando vuelta un 3-1, También se destaca por el ascenso del año 2006 cuando le gana la promoción a Olimpo de Bahía Blanca después de un golpe anímico contra Nueva Chicago donde pierde la oportunidad de salir campeón y de ascender directamente. Y también se destaca el "milagro" contra Independiente donde tenía que hacer 4 o más goles para clasificar a la Copa Sudamericana Y esperar una serie de resultados muy difíciles para clasificar entre ellas que Racing salga campeón después de 13 años que no lo hacía.

### Fitito Celeste

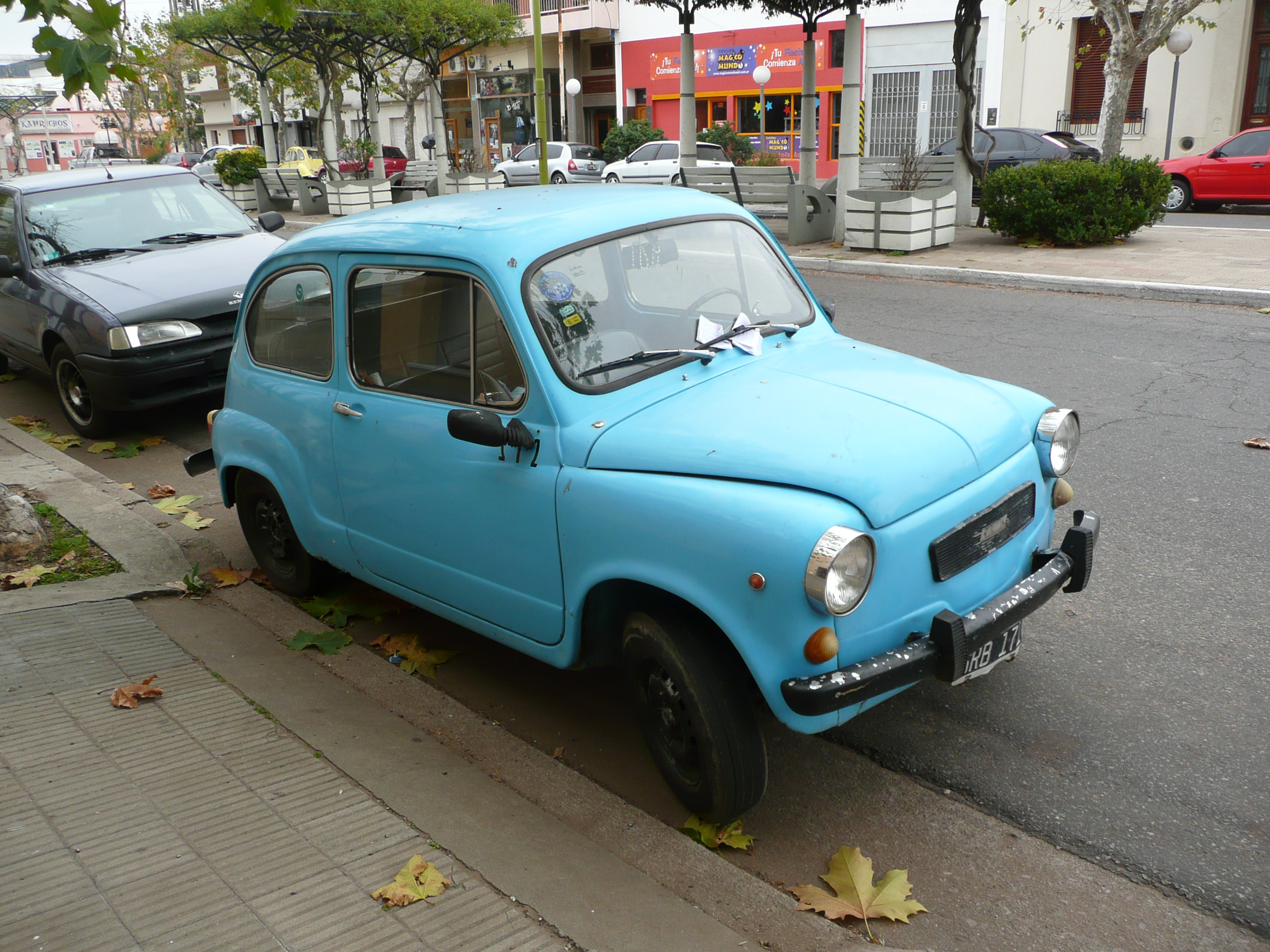
El Fiat 600 pintado de celeste es muy conocido como "El Fitito Celeste"

Este apodo es uno de los más recordados de la hinchada pirata, este apodo surge en 2006 en un Clásico contra Talleres cuando Sebastián Coria dijo "Comparar a Talleres con Belgrano es lo mismo que comparar una Ferrari con un Fiat 600". En esa temporada, el “Pirata” logró el ascenso y festejaron con el “Fitito”.

### Otros apodos
- La "B"
- Los de Alberdi (Por el Barrio).

## Presidentes
Un 19 de marzo de 1905, nació en Córdoba lo que sería una de las instituciones más populares del país: el Club Atlético Belgrano. Aquella jornada se llevó a cabo la primera asamblea. La edad del primer presidente de la institución era de 14 años, algo que resulta inverosímil en nuestros tiempos, pero no en los que el pujante país y el empuje de los jóvenes movilizó a zonas enteras. Así fue que la primera comisión directiva se constituyó con: Presidente, Arturo Orgaz; Secretario, Raúl Luque; Tesorero, Aurio Gardella; Capitán, José Oviedo; Vocales, Ernesto Doering, Nicolás Lascano, José Lascano, Balbino Lascano, Pedro Oliva y Oscar Orgaz.
Desde su fundación en 1905, han sido 34 los presidentes encargados de ejercer el máximo cargo dirigencial de la institución, desde su fundador Arturo Orgaz, hasta el actual presidentes del club, Luis Fabián Artime. Uno de los presidentes más reconocidos en Belgrano es Armando Pérez, quien a estado más de 11 años a cargo de la institución; desde que tomo las riendas del club como gerenciador en 2005, comprando el 70 por ciento del paquete accionario a Córdoba Celeste SA (luego compraría el 30 por ciento restante), gerenciadora del Club Atlético Belgrano hasta ese entonces; hasta el año 2017. Gracias a Pérez, Belgrano logró salir de la quiebra finalmente en 2011, la cual duró 9 años desde el 2002, y fue elegido por los socios como presidente del club en dos oportunidades, primero en el 2012 y luego en el 2014.

### Cronología de los presidentes
- Arturo Orgaz (1905-1924)
- Salvador Martínez (1924-1965)
- Alfredo Escuti (1965-1967)
- Francisco García (1968-1969)
- Alfredo Escuti (1970-1971)
- Rodolfo Correa (1971-1973)
- Jorge de la Rúa (1974)
- Rodolfo Correa (1975)
- Aldo Nallino (1976-1977)
- Dante Luis Palacios (1978-1982)
- Walter Spengler (1983-1985)
- Juan Bautista Valentinuzzi (1985-1986)
- Hugo Gaggero (1986-1987)
- Gregorio Ledesma (1988-1995)
- Santiago Idiarte (1995-1997)
- Eduardo Schröder (1997-2001)
- Gregorio Ledesma (2001)
- Norberto Castaños (2001-2004)
- Luis Manzanares (2004-2005)
- Armando Pérez (2005-2017)
- Jorge Franceschi (2017-2021)
- Luis Fabián Artime (2021-presente)

### Comisión directiva 2024-presente
La comisión directiva actual es la siguiente:
| Comisión directiva |
| |
| - Presidente: Luis Fabián Artime - Vice 1º: Ricardo Pablo Leiva - Vice 2º: Antonio Mariano - Vice 3º: Héctor Oscar Baistrocchi - Director Deportivo: Gerardo Alfaro - Vocal Titular 1º: Alejandro Moyano - Vocal Titular 2º: Cristian Diego Merlino - Vocal Titular 3º: Héctor Alfredo Gennarco - Vocal Titular 4º: Lucas Gastón Bustos - Vocal Titular 5º: Marcelo Carranza - Vocal Titular 6º: Claudio Marcelo Giomi - Vocal Titular 7º: Pablo Siciliano - Vocal Titular 8º: Miriam Nilda Aparicio - Vocal Titular 9º: Diego Funes - Vocal Titular 10º: Juan Hipólito Negri Biasutti - Vocal Titular 11º: Rodrigo Rufeil - Vocal Titular 12º: Mauricio Giaimo - Vocal Suplente 1º: Leiva Romina - Vocal Suplente 2º: Damian Esteban Juárez - Vocal Suplente 3º: Leonardo Ignacio Aratano - Vocal Suplente 4º: Juan Carlos Banegas - Vocal Suplente 5º: Agustina Alurralde - Com. Fiscalizadora Tit. 1º: Paula Andrea Vallve - Com. Fiscalizadora Tit. 2º: Agustín D. Chiquini Perazolo - Com. Fiscalizadora Tit. 3º: Estefanía Gigena Weihmuller - Com. Fiscalizadora Sup. 1º: Nicolás Álvarez Quiñones - Com. Fiscalizadora Sup. 2º: Gonzalo Frontera |
| |

## Simbolos

### Escudos
|                                     |
| (Utilizado en La Camiseta Clásica). |

|  |
|  |

|  |
|  |

|  |
|  |

|  |
|  |

|  |
|  |

|                  |
| (Escudo actual). |

### Himno
| Himno del Club Atlético Belgrano |
| |
| «Belgrano, barrio y alma de estudiantes Alberdi fue tu cuna de campeón Coraje, temple, garra y entusiasmo Buscando el ansiado galardón Celeste camiseta como el cielo Parece la bandera que creó Belgrano, nombre ilustre de la historia Grabado siempre está en tu corazón ¡Belgrano!, ¡arriba y adelante! ¡Belgrano!, ¡arriba corazón! ¡Celeste, aunque el triunfo te cueste! ¡Luchar es lo importante con honor!» |
| |

## Indumentaria

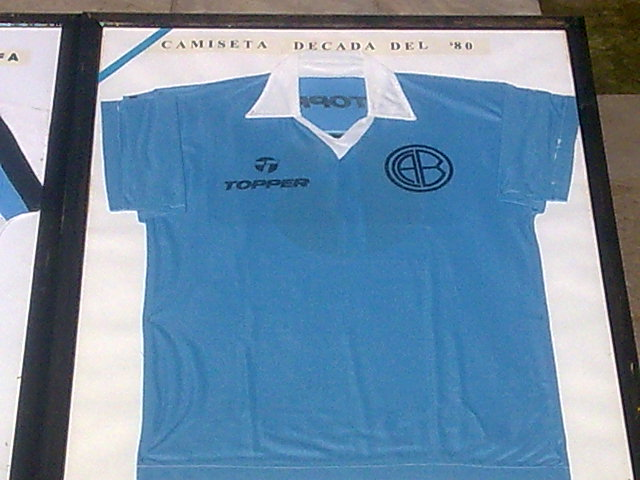
Una de las camisetas usadas en los años 80.

A lo largo de su historia los jugadores del Club Atlético Belgrano siempre vistieron la tradicional camiseta celeste con la que se identifica. La que si varió fue la suplente usando cuatro colores como alternativa al celeste: Negro, rojo, blanco o gris.
Titular
- Camiseta: Celeste con detalles blancos.
- Pantalón: Celeste con detalles blancos.
- Medias:   Celeste con detalles blancos.

Suplente
- Camiseta: Negro con detalles celestes.
- Pantalón: Negro con detalles celestes.
- Medias:   Negro con detalles celestes.

|  | Primer uniforme | (Ver evolución) | Actual |

## Patrimonio

### Estadio Julio César Villagra

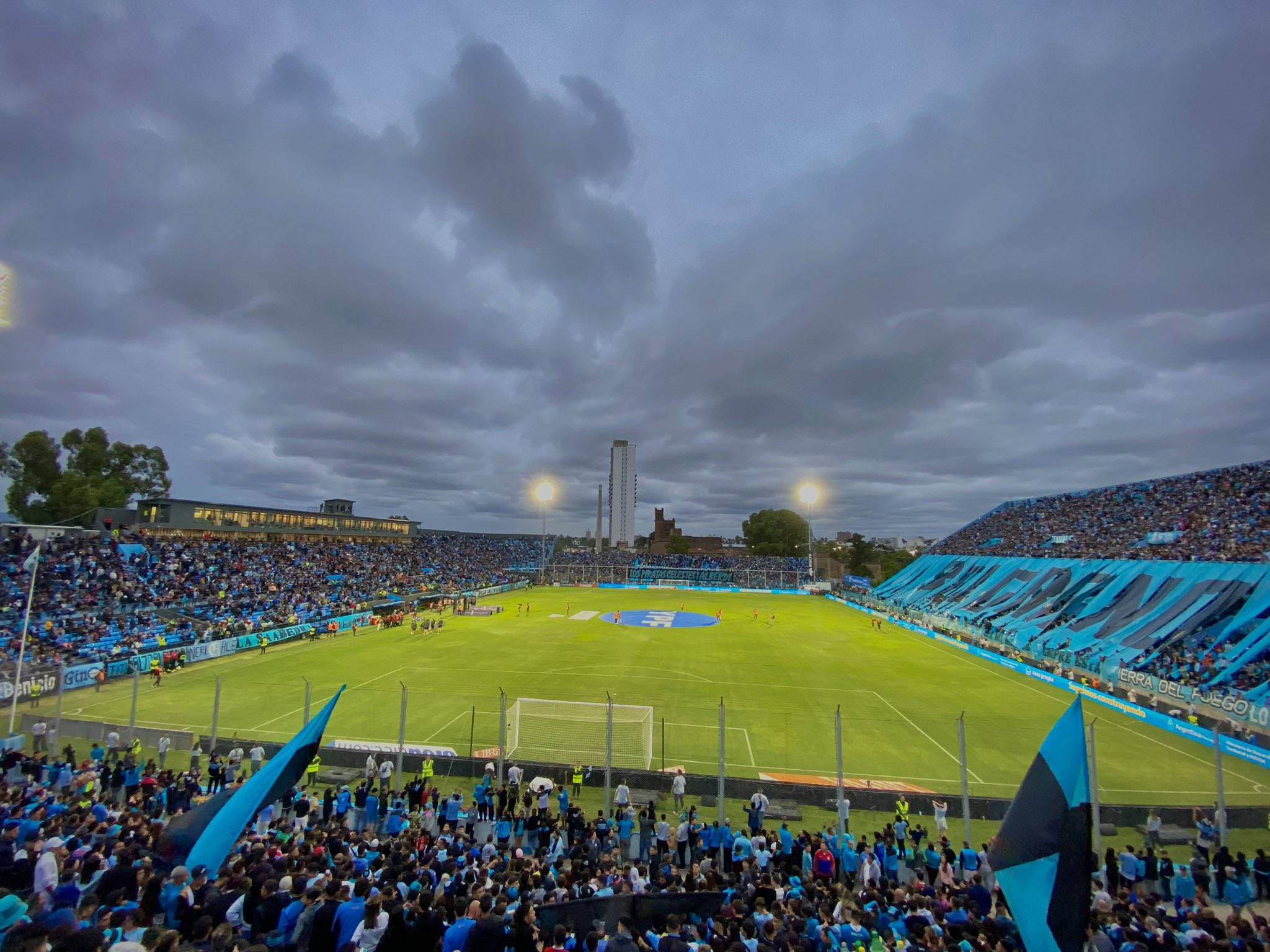
El Estadio Julio César Villagra, propiedad del Club Atlético Belgrano.

El Estadio del Club Atlético Belgrano se encuentra entre las calles Arturo Orgaz 550 (detrás de la Platea Celeste) La Tablada (detrás del sector Popular, conocido también por "popular pirata"), Pasaje Hualfin (detrás de la tribuna lateral) y calle La Rioja (Detrás de la Platea preferencial).
Su nombre oficial es "Julio César Villagra", en honor a uno de los grandes futbolistas que pasaron por la institución.
Recibió el apodo de "El Gigante de Alberdi" por su gran capacidad para la época en que fue construido (1929). Con 38 500 espectadores es el segundo estadio más grande de Córdoba (detrás del Mario Alberto Kempes). Fue inaugurado el 17 de marzo de 1929, con un costo de construcción de 85 mil pesos de la época. Para estrenar la cancha, Belgrano jugó un partido amistoso con Estudiantes de la Plata ante un marco de 10 000 personas.
La idea de levantar el estadio de Alberdi surgió a fines de 1927, por iniciativa del socio Carlos Courel, quien luego fuera vicepresidente del club. Fue él quien expuso la necesidad de dotar de tribunas al campo de juego ya existente y el 14 de noviembre de 1927 se le solicitó al intendente de la ciudad, Emilio Olmos, una ayuda económica para lograr dicho objetivo.
El 17 de noviembre de ese año, Belgrano consiguió dar su primera vuelta olímpica en el Gigante, luego de derrotar 2 a 0 a Nacional (hoy Libertad) por la penúltima fecha del Campeonato Oficial. Mientras que el 5 de diciembre de 1945 se estrenó el sistema de iluminación, jugando un partido amistoso contra Newell's Old Boys.
El 24 de mayo de 1997, el estadio se reinauguró después de varias modificaciones, entre ellas, el codo de la esquina que da a Arturo Orgaz y Tablada, en un enfrentamiento con el equipo Sub-20 Campeón del Mundo, dirigido por José Pekerman. Belgrano ganó ese partido 2 a 1. Esa noche se desplegó la bandera que hasta ese momento era la más grande del país, regalada por Le Coq Sportif, de 160 x 30 metros.
A mediados del año 2017 y con gran aporte de los socios, quienes conjuntamente con el club financiaron el proyecto, Belgrano vuelve a jugar de local en el renovado "Gigante", luego de la finalización de la etapa 1 de 3 de remodelación del estadio.

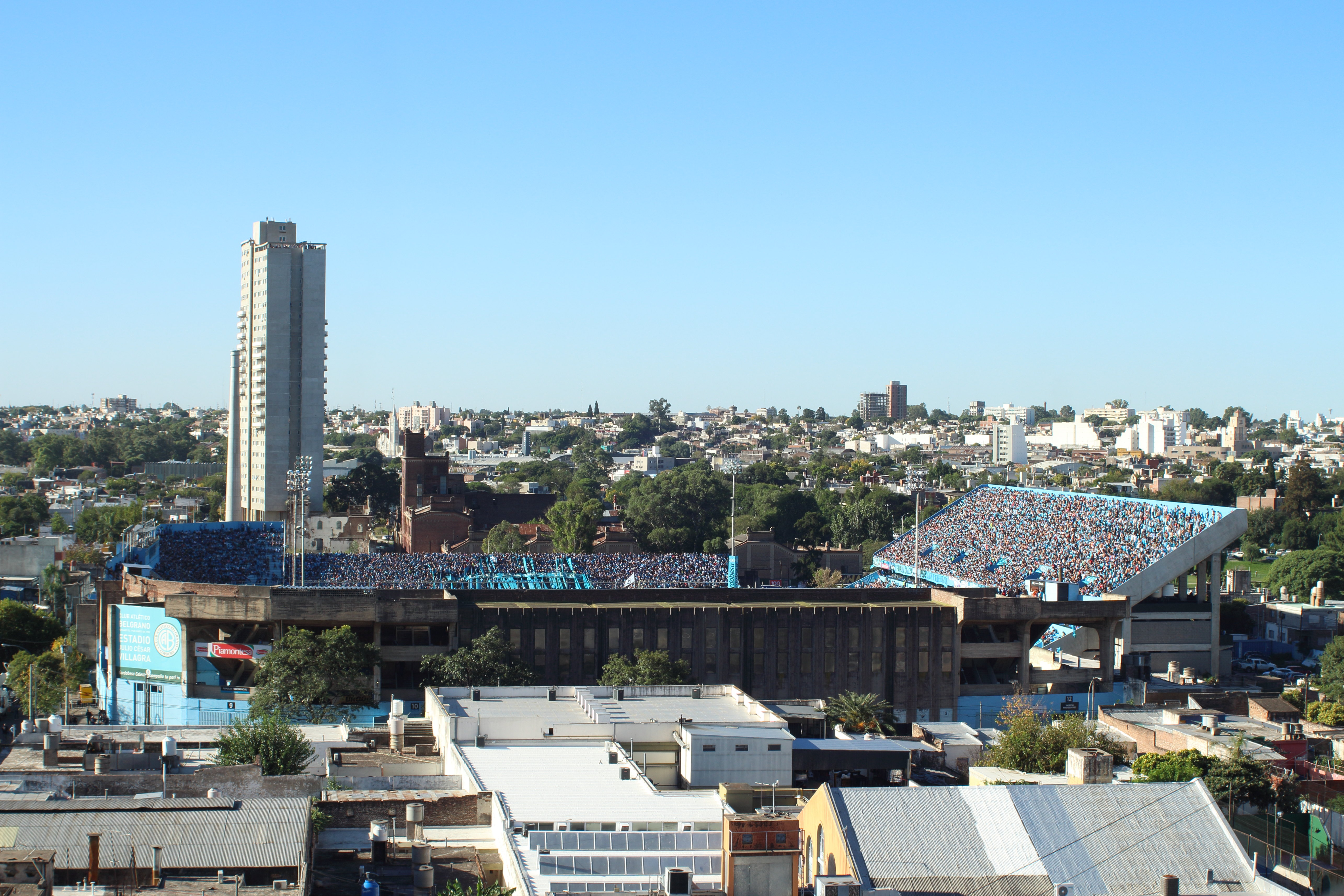
Vista exterior del Estadio Gigante de Alberdi en 2023.

### Cultura

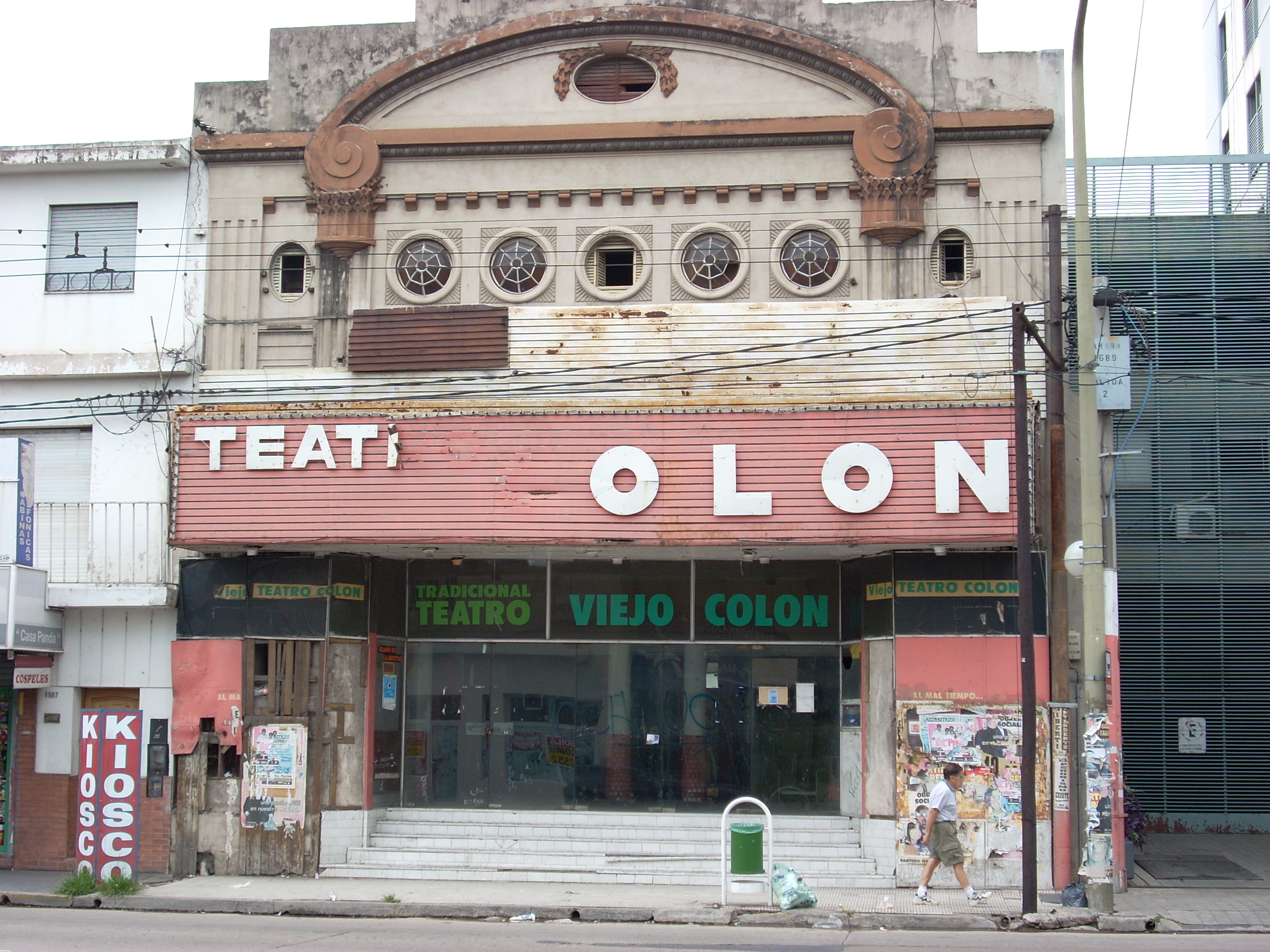
Viejo Cine Teatro Colón, ex Cine Moderno: Una de las joyas del Patrimonio cultural del barrio Alberdi.

El Viejo Cine Teatro Colón, inaugurado en 1929 con el nombre de "Cine Moderno" (nombre que perduró hasta la década de 1970), y cerrado en el 2002. Conocido después como La Piojera, este edificio de fachada ecléctica está en peligro.
La casa donde viviera el folclorista Chango Rodríguez, quien escribió la zamba "De Alberdi", se conserva en la calle Chubut con una placa que lo anuncia.
También el barrio le dio el nombre al conjunto folclórico "Los de Alberdi", integrado por Quique Villagra , Roberto Sarrion y Lito Soria, porque los primeros ensayos se realizaron en la casa del Chango Rodríguez.

### Biblioteca popular y deportiva 26 de junio

Mural en la plazoleta Dr. Arturo Orgaz en el año 2010.

El 23 de marzo de 2012 y luego de meses de gestación se inaugura oficialmente la Biblioteca Popular y Deportiva 26 de Junio. Esta surge como una iniciativa conjunta con un grupo de socios que entienden al club no solo como un espacio de desarrollo deportivo, sino también como un espacio de participación y compromiso colectivo.
La misma se encuentra ubicada en el playón de Rioja y Orgaz debajo de la Tribuna Preferencial. Y esto no es por casualidad o comodidad, sino parte de una línea de pensamiento que promueve la cultura en el fútbol. De esta manera Belgrano se convierte en el primer club de córdoba en inaugurar un espacio de biblioteca popular bajos sus tribunas.
Sin lugar a dudas que la creación de la Biblioteca fue un gran avance en pos de cumplir con los objetivos planteados en lo que se refiere a la inserción barrial, ya que se ha constituido en una importante herramienta para llegar a la gente de la zona, realizando eventos culturales para niños, musicales, clases de guitarra, apoyo escolar entre otras actividades.
La BiblioteCAB ofrece:
- Atención personalizada.
- Asesoramiento.
- Préstamos en sala.
- Préstamos a domicilio para socios.
- Material especializado en deportes.
- Material especializado en el Club Atlético Belgrano.
- Visitas guiadas.

### Proyecto Museo
Se propone la creación del Museo del Club Atlético Belgrano, una de las instituciones deportivas, sociales y culturales más tradicionales de Argentina. Lo que significaría el primer museo de una institución deportiva en Córdoba. El club ha sido pionero en la organización del fútbol cordobés y distinguido por su compromiso social, forjando su identidad junto a Alberdi, un barrio popular, estudiantil, obrero y multicultural a lo largo de 110 años. Se sostiene una identidad a partir de su espíritu de lucha, que es llevado como una bandera por miles de hinchas que lo han adoptado como una forma de ser en la vida.
El espacio tendrá como misión poner en valor y comunicar lo referido a la rica historia de la institución, puestos en relación con el territorio en el que se halla inserto.

### Cine Club
El Cine Club "La Piratería" brinda funciones todos los martes a las 20:30, con entrada "a la gorra". Belgrano es el único Club deportivo de Córdoba que cuenta con un espacio propio para el Cine.
A lo largo del 2014, el espacio recibió programadores invitados de la talla del dramaturgo Paco Giménez (premio Cultura 400 años de la UNC), el periodista CJ Carballo, los directores locales Rosendo Ruiz, Verónica Rocha, Germán Scelso, Hermes Paralluelo, entre otros. Su abordaje priorizó producciones cordobesas, aunque se hizo extensiva a todos los continentes trayendo el denominado "cine de autor", como así también proyectando obras maestras de la historia.
La coordinación del espacio y programación está a cargo del socio Andrés Yaremczuk.

### Predio Armando Pérez
El predio Armando Pérez, ubicado en el barrio de Villa Esquiú fue alquilado con opción a compra, por Córdoba Celeste S.A. hasta 2022. Luego de esa fecha, los dirigentes deberán optar por continuar con el alquiler o negociar su adquisición.
El espacio cuenta con 29 hectáreas, con 9 canchas habilitadas y en condiciones para realizar las prácticas de fútbol. Están cubiertas de césped catalogado como híbrido, de alta densidad necesaria para la práctica profesional y la prevención de lesiones que puedan perjudicar a los jugadores.
Cuenta con un área administrativa, que lleva a cabo todos los gestionamientos necesarios para el orden y la organización de todas las tareas que se realizan dentro del predio.
Cuenta además con los siguientes departamentos: Medicina, Nutrición y Psicología, totalmente adaptados a las necesidades de todas las divisiones del Club. Están manejados por excelentes profesionales, que han elaborado intensos proyectos que aspiran a brindar apoyo y prestigio a la institución, como así también brindar todas las herramientas necesarias a cada uno de los jugadores.
Está equipado con un gimnasio de alto rendimiento, que tiene en su interior maquinaria de última generación, que brinda a los jugadores la posibilidad de obtener condiciones físicas óptimas para la alta competencia.
Cuenta con un salón que consta de: salas de reuniones, salas de prensa, vestuarios para el primer equipo, sala de indumentaria y consultorios médicos.
Respecto a los vestuarios, están perfectamente ordenados y organizados. Cada uno de los integrantes del plantel superior tiene su lugar, con su respectiva foto que lo identifica.
El salón posee también en su interior, una sala única en Córdoba y el país, con piletas de hidromasaje para contribuir a la relajación de los jugadores que padecen de molestias físicas y necesitan recuperarse a nivel muscular.
Una espectacular obra que engrandece al Club y que todos los hinchas esperan que se logre su adquisición, para seguir avanzando y construyendo poco a poco la infraestructura de Belgrano.

## Hinchada
Belgrano tiene acompañamiento de la barra brava denominada "Los Piratas Celestes de Alberdi" y existen agrupaciones como "La 19 de Marzo", "Zona Norte" y "La 17" quienes acompañan al equipo profesional de fútbol en todos los partidos y en otros eventos deportivos de la institución. La barra fue fundada en 1968 siendo así una de las primeras de Argentina y la primera en Córdoba.
Los hinchas de Belgrano, en cada cumpleaños del club, lo festejan con un banderazo, al que muchos hinchas celestes asisten en gran cantidad y recorren la ciudad, siendo una de las hinchadas más conocidas a nivel nacional e internacional. Además los "piratas" realizan caravanas donde asisten más de 60 mil hinchas.

## Datos del club

### Datos del club en AFA
- Participaciones en Primera División: 32
  - Participaciones en el Torneo Nacional: 10 (1968, 1971, 1972, 1973, 1974, 1975, 1977, 1981, 1984 y 1985)
  - Temporadas en Primera División: 22 (1991/92-1995/96, 1998/99-2001/02, 2006/07, 2011/12-2018/19, 2023-)
  - Primera División: 234 triunfos, 245 empates, 266 derrotas; 827 puntos (desde 1931 a 2017).[51]
  - Puesto en la clasificación histórica de Primera: 24.º (sexto entre los equipos del interior).[51]
  - La mejor campaña en Primera: Torneo Inicial 2012, tercero (con los mismos puntos, aunque con peor diferencia de gol que Newell's Old Boys, escolta del campeón Vélez Sarsfield) cosechando 36 unidades.[52]
  - Mejor campaña en el Torneo Nacional: Eliminado en cuartos de final contra River Plate, en 1984.
  - Fue semifinalista (tercer puesto) de la Copa Centenario de la AFA, en 1993.[53]
  - Fue semifinalista de la Copa Argentina 2015-16, en 2016.[54]
- Temporadas en Primera B Nacional: 19[55]
  - Resultados: 290 triunfos, 196 empates, 179 derrotas; 931 puntos (hasta 2011).
  - Puesto en la clasificación histórica en la B: 5.º.
  - Mejor campaña en el Nacional B: Torneo 2022 (Campeón con 79 puntos)[56]

### Participaciones en copas internacionales
| # | Torneo                 | Posición         | PJ | PG | PE | PP | GF | GC | DG |
| - | ---------------------- | ---------------- | -- | -- | -- | -- | -- | -- | -- |
| 1 | Copa Sudamericana 2013 | Segunda fase     | 2  | 1  | 0  | 1  | 1  | 2  | -1 |
| 2 | Copa Sudamericana 2015 | Segunda fase     | 2  | 0  | 1  | 1  | 2  | 6  | -4 |
| 3 | Copa Sudamericana 2016 | Octavos de final | 4  | 2  | 0  | 2  | 5  | 4  | +1 |
| 4 | Copa Sudamericana 2024 | Octavos de final | 8  | 3  | 3  | 2  | 8  | 7  | +1 |
| # | Total                  | 0 títulos        | 16 | 6  | 4  | 6  | 16 | 19 | -3 |

### Goleadas

#### A favor
- En Primera División:
  - 5-1 a Newell's en 2000.
  - 5-1 a Ferro en 2000.
  - 4-0 a Deportivo Mandiyú en 1994.
  - 4-0 a Independiente en 2014.
  - 4-1 a Club Atlético Unión (Santa Fe) en 2023.
  - 4-1 a Club Atlético Tigre en 2024.
  - 4-1 a Club Atlético Sarmiento (Junín) en 2024.

- En Nacionales:
  - 6-1 a All Boys en 1974.
  - 6-2 a Kimberley en 1972.
  - 5-1 a Huracán de Comodoro Rivadavia en 1971.

- En Nacional B:
  - 8-1 a Unión de Villa Krause en 1986.
  - 7-1 a Olimpo en 1997.
  - 6-0 a Chaco For Ever en 1996.
  - 6-0 a Talleres (RE) en 1990.

- En Liga Cordobesa:
  - 8-1 a Talleres en 1914.
  - 9-4 a Talleres en 1947.

- En Copa Argentina:
  - 3-0 a Sacachispas en 2011.

#### Empates
- En Primera División:
  - 4-4 a Huracán en 1968.

#### En contra
- En Primera División:
  - 1-6 vs Chacarita Juniors en 1999.
  - 0-5 vs River Plate en 1993.
  - 0-5 vs Rosario Central en 1993.

- En el Nacional B:
  - 0-7 vs Independiente Rivadavia en 2007.

- En la Copa Sudamericana:
  - 1-5 vs Lanús en 2015.

## Cronología histórica

### Trayectoria
| 1968    | II | Regional           | Regional           | Clasificado            | —               | —                          | —                    | —                 | —                 | —                 |
| 1968    | I  | Nacional           | Nacional           | 10.º                   | —               | —                          | —                    | —                 | —                 | —                 |
| 1971    | I  | Nacional           | Nacional           | 5.º                    | —               | —                          | —                    | —                 | —                 | —                 |
| 1972    | I  | Nacional           | Nacional           | 13.º                   | —               | —                          | —                    | —                 | —                 | —                 |
| 1973    | II | Regional           | Regional           | Clasificado            | —               | —                          | —                    | —                 | —                 | —                 |
| 1973    | I  | Nacional           | Nacional           | 7.º                    | —               | —                          | —                    | —                 | —                 | —                 |
| 1974    | I  | Nacional           | Nacional           | 18.º                   | —               | —                          | —                    | —                 | —                 | —                 |
| 1975    | II | Regional           | Regional           | Clasificado            | —               | —                          | —                    | —                 | —                 | —                 |
| 1975    | I  | Nacional           | Nacional           | 16.º                   | —               | —                          | —                    | —                 | —                 | —                 |
| 1977    | I  | Nacional           | Nacional           | 5.º                    | —               | —                          | —                    | —                 | —                 | —                 |
| 1981    | I  | Nacional           | Nacional           | 14.º                   | —               | —                          | —                    | —                 | —                 | —                 |
| 1984    | I  | Nacional           | Nacional           | 6.º                    | —               | —                          | —                    | —                 | —                 | —                 |
| 1985    | II | Regional           | Regional           | Clasificado            | —               | —                          | —                    | —                 | —                 | —                 |
| 1985    | I  | Nacional           | Nacional           | 29.º                   | —               | —                          | —                    | —                 | —                 | —                 |
| 1985/86 | I  | Regional           | Regional           | Campeón                | —               | —                          | —                    | —                 | —                 | —                 |
| 1986/87 | II | Nacional B         | Torneo             | 3.º                    | —               | —                          | —                    | —                 | —                 | —                 |
| 1986/87 | II | Nacional B         | Reducido           | Final.                 | —               | —                          | —                    | —                 | —                 | —                 |
| 1987/88 | II | Nacional B         | Torneo             | 6°                     | —               | —                          | —                    | —                 | —                 | —                 |
| 1987/88 | II | Nacional B         | Reducido           | Semifinal.             | —               | —                          | —                    | —                 | —                 | —                 |
| 1988/89 | II | Nacional B         | Torneo             | 7.º                    | —               | —                          | —                    | —                 | —                 | —                 |
| 1988/89 | II | Nacional B         | Reducido           | Cuartos de final.      | —               | —                          | —                    | —                 | —                 | —                 |
| 1989/90 | II | Nacional B         | Torneo             | 7.º                    | —               | —                          | —                    | —                 | —                 | —                 |
| 1989/90 | II | Nacional B         | Reducido           | Semifinal.             | —               | —                          | —                    | —                 | —                 | —                 |
| 1990/91 | II | Nacional B         | Torneo             | 3.º                    | —               | —                          | —                    | —                 | —                 | —                 |
| 1990/91 | II | Nacional B         | Reducido           | Ascenso                | —               | —                          | —                    | —                 | —                 | —                 |
| 1991/92 | I  | Primera División   | Apertura           | 15.º                   | —               | —                          | —                    | —                 | —                 | —                 |
| 1991/92 | I  | Primera División   | Clausura           | 10.º                   | —               | —                          | —                    | —                 | —                 | —                 |
| 1992/93 | I  | Primera División   | Apertura           | 8.º                    | —               | —                          | —                    | —                 | —                 | —                 |
| 1992/93 | I  | Primera División   | Clausura           | 14.º                   | —               | —                          | —                    | —                 | —                 | —                 |
| 1993/94 | I  | Primera División   | Apertura           | 17.º                   | Copa Centenario | 3.º                        | —                    | —                 | —                 | —                 |
| 1993/94 | I  | Primera División   | Clausura           | 9.º                    | Copa Centenario | 3.º                        | —                    | —                 | —                 | —                 |
| 1994/95 | I  | Primera División   | Apertura           | 6.º                    | —               | —                          | —                    | —                 | —                 | —                 |
| 1994/95 | I  | Primera División   | Clausura           | 17.º                   | —               | —                          | —                    | —                 | —                 | —                 |
| 1995/96 | I  | Primera División   | Apertura           | 20.º                   | —               | —                          | —                    | —                 | —                 | —                 |
| 1995/96 | I  | Primera División   | Clausura           | 13.º                   | —               | —                          | —                    | —                 | —                 | —                 |
| 1996/97 | II | Primera B Nacional | Clasificación      | 1.º - Zona A1          | —               | —                          | —                    | —                 | —                 | —                 |
| 1996/97 | II | Primera B Nacional | Campeonato         | 5.º                    | —               | —                          | —                    | —                 | —                 | —                 |
| 1996/97 | II | Primera B Nacional | Reducido           | Semifinal.             | —               | —                          | —                    | —                 | —                 | —                 |
| 1997/98 | II | Primera B Nacional | Torneo             | 2.º                    | —               | —                          | —                    | —                 | —                 | —                 |
| 1997/98 | II | Primera B Nacional | Reducido           | Ascenso                | —               | —                          | —                    | —                 | —                 | —                 |
| 1998/99 | I  | Primera División   | Apertura           | 19.º                   | —               | —                          | —                    | —                 | —                 | —                 |
| 1998/99 | I  | Primera División   | Clausura           | 9.º                    | —               | —                          | —                    | —                 | —                 | —                 |
| 1999/00 | I  | Primera División   | Apertura           | 18.º                   | —               | —                          | —                    | —                 | —                 | —                 |
| 1999/00 | I  | Primera División   | Clausura           | 14.º                   | —               | —                          | —                    | —                 | —                 | —                 |
| 1999/00 | I  | Primera División   | Promoción          | Permanencia.           | —               | —                          | —                    | —                 | —                 | —                 |
| 2000/01 | I  | Primera División   | Apertura           | 16.º                   | —               | —                          | —                    | —                 | —                 | —                 |
| 2000/01 | I  | Primera División   | Clausura           | 16.º                   | —               | —                          | —                    | —                 | —                 | —                 |
| 2000/01 | I  | Primera División   | Promoción          | Permanencia.           | —               | —                          | —                    | —                 | —                 | —                 |
| 2001/02 | I  | Primera División   | Apertura           | 9.º                    | —               | —                          | —                    | —                 | —                 | —                 |
| 2001/02 | I  | Primera División   | Clausura           | 18.º                   | —               | —                          | —                    | —                 | —                 | —                 |
| 2002/03 | II | Primera B Nacional | Apertura           | 17°.                   | —               | —                          | —                    | —                 | —                 | —                 |
| 2002/03 | II | Primera B Nacional | Clausura           | 6°.                    | —               | —                          | —                    | —                 | —                 | —                 |
| 2003/04 | II | Primera B Nacional | Apertura           | 2.º                    | —               | —                          | —                    | —                 | —                 | —                 |
| 2003/04 | II | Primera B Nacional | Clausura           | 8.º                    | —               | —                          | —                    | —                 | —                 | —                 |
| 2004/05 | II | Primera B Nacional | Apertura           | 13°.                   | —               | —                          | —                    | —                 | —                 | —                 |
| 2004/05 | II | Primera B Nacional | Clausura           | 5.º                    | —               | —                          | —                    | —                 | —                 | —                 |
| 2005/06 | II | Primera B Nacional | Apertura           | 7.º                    | —               | —                          | —                    | —                 | —                 | —                 |
| 2005/06 | II | Primera B Nacional | Clausura           | 2.º                    | —               | —                          | —                    | —                 | —                 | —                 |
| 2005/06 | II | Primera B Nacional | Promoción          | Ascenso                | —               | —                          | —                    | —                 | —                 | —                 |
| 2006/07 | I  | Primera División   | Apertura           | 12.º                   | —               | —                          | —                    | —                 | —                 | —                 |
| 2006/07 | I  | Primera División   | Clausura           | 17.º                   | —               | —                          | —                    | —                 | —                 | —                 |
| 2007/08 | II | Primera B Nacional | Torneo             | 4.º                    | —               | —                          | —                    | —                 | —                 | —                 |
| 2007/08 | II | Primera B Nacional | Promoción          | Eliminado.             | —               | —                          | —                    | —                 | —                 | —                 |
| 2008/09 | II | Primera B Nacional | Torneo             | 4.º                    | —               | —                          | —                    | —                 | —                 | —                 |
| 2008/09 | II | Primera B Nacional | Promoción          | Eliminado.             | —               | —                          | —                    | —                 | —                 | —                 |
| 2009/10 | II | Primera B Nacional | Primera B Nacional | 6.º                    | —               | —                          | —                    | —                 | —                 | —                 |
| 2010/11 | II | Primera B Nacional | Torneo             | 4.º                    | —               | —                          | —                    | —                 | —                 | —                 |
| 2010/11 | II | Primera B Nacional | Promoción          | Ascenso                | —               | —                          | —                    | —                 | —                 | —                 |
| 2011/12 | I  | Primera División   | Apertura           | 4.º                    | Copa Argentina  | Octavos de final.          | —                    | —                 | —                 | —                 |
| 2011/12 | I  | Primera División   | Clausura           | 14.º                   | Copa Argentina  | Octavos de final.          | —                    | —                 | —                 | —                 |
| 2012/13 | I  | Primera División   | Inicial            | 3.º                    | Copa Argentina  | Veinticuatroavos de final. | —                    | —                 | —                 | —                 |
| 2012/13 | I  | Primera División   | Final              | 10.º                   | Copa Argentina  | Veinticuatroavos de final. | —                    | —                 | Copa Sudamericana | Segunda fase.     |
| 2013/14 | I  | Primera División   | Inicial            | 6.º                    | Copa Argentina  | Dieciseisavos de final.    | —                    | —                 | Copa Sudamericana | Segunda fase.     |
| 2013/14 | I  | Primera División   | Final              | 15.º                   | Copa Argentina  | Dieciseisavos de final.    | —                    | —                 | —                 | —                 |
| 2014    | I  | Primera División   | Primera División   | 10.º                   | Copa Argentina  | Treintaidosavos de final.  | —                    | —                 | —                 | —                 |
| 2015    | I  | Primera División   | Primera División   | 6.º                    | Copa Argentina  | Treintaidosavos de final.  | —                    | —                 | Copa Sudamericana | Segunda fase.     |
| 2015    | I  | Primera División   | Primera División   | 6.º                    | Copa Argentina  | Semifinal.                 | —                    | —                 | Copa Sudamericana | Segunda fase.     |
| 2016    | I  | Primera División   | Primera División   | 12° - Zona 1           | Copa Argentina  | Semifinal.                 | —                    | —                 | Copa Sudamericana | Octavos de final. |
| 2016/17 | I  | Primera División   | Primera División   | 28.º                   | Copa Argentina  | Octavos de final.          | —                    | —                 | Copa Sudamericana | Octavos de final. |
| 2016/17 | I  | Primera División   | Primera División   | 28.º                   | Copa Argentina  | Octavos de final.          | —                    | —                 | —                 | —                 |
| 2017/18 | I  | Superliga          | Superliga          | 13.º                   | Copa Argentina  | Treintaidosavos de final.  | —                    | —                 | —                 | —                 |
| 2017/18 | I  | Superliga          | Superliga          | 13.º                   | Copa Argentina  | Treintaidosavos de final.  | —                    | —                 | —                 | —                 |
| 2018/19 | I  | Superliga          | Superliga          | 22.º                   | Copa Argentina  | Dieciseisavos de final.    | Copa de la Superliga | Primera fase.     | —                 | —                 |
| 2018/19 | I  | Superliga          | Superliga          | 22.º                   | Copa Argentina  | Dieciseisavos de final.    | Copa de la Superliga | Primera fase.     | —                 | —                 |
| 2019/20 | II | Primera Nacional   | Primera Nacional   | Suspendido             | —               | —                          | —                    | —                 | —                 | —                 |
| 2019/20 | II | Primera Nacional   | Primera Nacional   | Suspendido             | —               | —                          | —                    | —                 | —                 | —                 |
| 2020    | II | Primera Nacional   | Primera Nacional   | 3° - Reválida - Zona A | —               | —                          | —                    | —                 | —                 | —                 |
| 2021    | II | Primera Nacional   | Primera Nacional   | 6° - Zona A            | —               | —                          | —                    | —                 | —                 | —                 |
| 2022    | II | Primera Nacional   | Primera Nacional   | Campeón                | Copa Argentina  | Octavos de final.          | —                    | —                 | —                 | —                 |
| 2023    | I  | Liga Profesional   | Liga Profesional   | 13.º                   | Copa Argentina  | Octavos de final.          | Copa de la Liga      | Cuartos de final. | —                 | —                 |
| 2024    | I  | Liga Profesional   | Liga Profesional   | 16.º                   | Copa Argentina  | Treintaidosavos de final.  | Copa de la Liga      | Fase de grupos.   | Copa Sudamericana | Octavos de final. |
| 2025    | I  | Liga Profesional   | Apertura           | 12° - Zona A           | Copa Argentina  | En disputa.                | —                    | —                 | —                 | —                 |
| 2025    | I  | Liga Profesional   | Clausura           | En disputa.            | Copa Argentina  | En disputa.                | —                    | —                 | —                 | —                 |

## Resumen estadístico

### Estadísticas por competición
Torneos nacionales e internacionales en los que ha participado Belgrano (actualizado al 7 de noviembre de 2022).
| Torneo             | PJ   | PG  | PE  | PP  | Mejor Resultado  |
| ------------------ | ---- | --- | --- | --- | ---------------- |
| Primera División   | 797  | 248 | 267 | 282 | Tercero          |
| Segunda División   | 732  | 320 | 223 | 189 | Campeón          |
| Torneo Regional    | 30   | 21  | 7   | 2   | Campeón          |
| Copa Argentina     | 20   | 7   | 6   | 7   | Semifinales      |
| Copa Superliga     | 2    | 1   | 0   | 1   | Octavos de final |
| Copa Centenario    | 6    | 2   | 3   | 1   | Semifinales      |
| Copa Beccar Varela | 2    | 1   | 0   | 1   | Cuartos de final |
| Pre-Libertadores   | 5    | 0   | 1   | 4   | Semifinales      |
| Pre-Sudamericana   | 2    | 1   | 1   | 0   | Ganador          |
| Copa Sudamericana  | 8    | 3   | 1   | 4   | Octavos de final |
| TOTAL              | 1604 | 603 | 509 | 492 | —                |

* Las Promociones son considerados partidos de Primera y los Reducidos del Nacional B.
| Torneo            | PJ | PG | PE | PP | GF | GC | Dif. | Mejor resultado  |
| ----------------- | -- | -- | -- | -- | -- | -- | ---- | ---------------- |
| Copa Sudamericana | 8  | 3  | 1  | 4  | 8  | 12 | -4   | Octavos de final |
| Total             | 8  | 3  | 1  | 4  | 8  | 12 | -4   | 0 títulos        |

### Récords
- Mejor torneo corto en Primera División: el Inicial 2012, que finalizó tercero con 36 puntos al igual que Newell's, consiguiendo los valores más altos de triunfos (10) y más bajos de derrotas (3).[57]

- Más puntos en una sola temporada de Primera: 59 puntos en el Temporada 2011-2012.[58]

- Mejor racha invicto: 40 partidos entre 1985 y 1986 disputando Liga Cordobesa y el Torneo Regional (28 victorias y 12 empates).[59]

- Mejor racha sin perder como visitante: Fue capaz de salir 19 veces de visitante y volver sin derrotas (ganó 10 y empató 9), en la Temporada 2011-2012.[60]

- Mejor racha de invicto frente a su clásico: 14 años desde 1982 hasta 1996.[61]

- Más triunfos consecutivos en Primera: 8 en el Nacional 1971 y en la temporada 2015.

- Gol más rápido de Belgrano en la Primera División:  A los 40 segundos contra Tigre y lo marcó Lucas Zelarayán.

- Menor promedio de goles en contra en una temporada: (0.6) con 26 tantos en la Temporada 2012-2013.

- Mayor cantidad de partidos con el arco invicto: entre Juan Carlos Olave (16) y César Rigamonti (2) mantuvieron cerrada la valla en 18 de los 38 cotejos de la campaña (casi la mitad, 47%), 9 fueron en el torneo Inicial y otros 9 en el Final, en la Temporada 2012-2013.[62]

- Menos derrotas en una temporada completa: Belgrano perdió solo 7 veces en 38 presentaciones, en la Temporada 2012-2013.[62]

- Récord de ventas de entradas: En 1968 Belgrano se convirtió en el primer equipo de Córdoba en vender más entradas que Boca y River.[cita requerida].También lo hizo en la segunda mitad de la temporada 2012-2013.

- Mayor Cantidad de Socios: El mayor Cantidad de socios que tuvo Belgrano fue de 60.113 (2022) socios récord histórico en Córdoba.[cita requerida]
- Mayor goleada en primera: La mayor Goleada de Belgrano en primera división es el 6 a 1 contra Club atlético All Boys en 1974.

- Mayor goleada en la B: La mayor Goleada de Belgrano en la B nacional es de 8 a 1 a Unión de Villa Krause en 1986.

- El proceso más largo: Ricardo Zielinski, estuvo 5 años y medio en el cargo con 235 encuentros oficiales consecutivos.[63]

- El técnico con mejor promedio de puntos de la historia de Belgrano: Ricardo Zielinski, con 51 victorias. Segundo se encuentra Pedro Marchetta con 39 halagos triunfos. Además, la eficacia de Zielinski está por encima del 50% en todos los rubros: general 53%, de local 54% y de visitante 52%.[62]

- El invicto contra los grandes: antes de Zielinski, Belgrano tenía un rendimiento de 26% (en 126 cruces) contra los cinco grandes, con él, ese número aumentó un 30% y pasó a 56% (en 21 PJ). Estuvo 7 partidos sin perder con River (2), San Lorenzo, Independiente (2), Boca y Racing, algo que nunca había conseguido.[64]

- Máximo goleador en un torneo corto: César Pereyra, con 12 tantos en el Torneo Inicial 2013.[65]

### Hechos destacados
- Fue el 1.º equipo de Córdoba en tener una cancha de cemento.[66]
- Fue el 1.º equipo de Córdoba con tener respaldo de barra brava: Los Piratas formada en 1968, siendo una de las primeras del país.
- Fue el 1.º equipo de Córdoba en coronarse campeón de un torneo oficial de AFA: Regional 1985-86.[67]
- Fue el 1.º campeón del fútbol cordobés en la denominada "Era de organización": 1913.
- Fue el 1.º campeón del fútbol cordobés en la era profesional: 1933.
- Fue el 1.º equipo del fútbol cordobés en obtener campeonatos del fútbol de su provincia: 29 (incluyendo 3 Campeonatos Provinciales clasificatorios a los torneos nacionales que organizaba la AFA)
- Fue el 1.º equipo del fútbol cordobés en aportar un jugador a la Selección nacional: José Lascano.[cita requerida]
- Es el equipo de Córdoba que mejor campaña ha realizado en Torneos Regionales (1986), coronándose campeón invicto.[68]
- Es el equipo de Córdoba que mejor campaña ha realizado en el Fútbol Profesional (2011), sacando 76 puntos en todo el año, siendo así el equipo argentino con mayor puntaje.[69]
- Es el equipo de Córdoba con mejor Campaña en torneos Largos (2015) sacando 51 puntos en 30 fechas.
- Es el equipo de Córdoba que mantiene a su favor todos los historiales en primera División ante los clásicos de la ciudad si se cuentan los partidos amistosos.
- Es el equipo con segundo gol más rápido de la Copa Sudamericana 15 segundos en 2015.
- Es el equipo de Córdoba con más ascensos a Primera División, 4 en total.[70]
- Es el equipo de Córdoba que más veces salió campeón en divisiones inferiores (4.ª División en 2009, 8.ª División en 2016).
- Belgrano está entre los 20 clubes más antiguos asociados a la AFA, datando de 1905.[71]
- Es el equipo que más promociones ha disputado en la historia del fútbol argentino, 6 en total (Ganó 4).[72]
- Durante los años 1982/1996 Belgrano se mantuvo invicto frente a su clásico rival, dicha paternidad es la más amplia en la Argentina, total 14 años sin conocer la derrota.[73]
- El 3 de febrero de 1979 la selección checoslovaca, campeona europea, es derrotada por Belgrano 3-2 en un partido amistoso luego de ir en desventaja 0-2.[74]
- Diego Armando Maradona vistió la camiseta de Belgrano en 1986, en un partido amistoso frente a Vélez Sarfield.[75]
- Llenó el Chateau Carreras (1991), en la final del ascenso contra Banfield ante un marco de 46.000 personas.[22]
- Único equipo de Córdoba en vender más entradas que River Y Boca, en 1968 (récord histórico).[cita requerida]
- Según los resultados de las consultoras Mora y Araujo (2003), Equis de Artemio López (2001) y (2009), Clarín (2010), La Voz (2012) y Delfos (2014) avalan que Belgrano es amplia mayoría en Córdoba y el séptimo equipo en condición de popularidad del país.[cita requerida]

## Jugadores

### Plantel 2025
| Préstamos            | Préstamos     | Préstamos          |
| Jugador              | Posición      | Destino            |
| -------------------- | ------------- | ------------------ |
| Juan Strumia         | Portero       | Chacarita Juniors  |
| Elías Calderón       | Defensa       | Racing (C)         |
| Lucas Diarte         | Defensa       | San Martín (SJ)    |
| Francisco Facello    | Defensa       | Godoy Cruz (M)     |
| Álex Ibacache        | Defensa       | Everton            |
| Lucas Bustos         | Mediocampista | Gimnasia (M)       |
| Tomás Castro         | Mediocampista | Racing (C)         |
| Tiago Cravero        | Mediocampista | San Miguel         |
| Facundo Lencioni     | Mediocampista | Gimnasia (M)       |
| Matías Marín         | Mediocampista | Unión Española     |
| Ignacio Tapia        | Mediocampista | Barracas Central   |
| Francisco Monticelli | Mediocampista | Racing (C)         |
| Gerónimo Tomasetti   | Mediocampista | Ferro Carril Oeste |
| Thiago Benzi         | Delantero     | Quilmes            |
| Gonzalo Maldonado    | Delantero     | Deportivo Armenio  |
| Máximo Oses          | Delantero     | Mitre (SdE)        |
| Lautaro Pastrán      | Delantero     | Liga de Quito      |
| Franco Rami          | Delantero     | Aldosivi           |

## Registros

### Goleadores enAFA[76]
| Pos. | Nac.                  | Jugador              | Período                            | Goles |
| ---- | --------------------- | -------------------- | ---------------------------------- | ----- |
| 1.º  | Bandera de Argentina. | Luis Fabián Artime   | 1992-93; 1994-99; 2000-01; 2003-05 | 94    |
| 2.º  | Bandera de Argentina. | Pablo Vegetti        | 2019-23                            | 63    |
| 3.º  | Bandera de Argentina. | Abel Blasón          | 1986-88                            | 58    |
| 4.º  | Bandera de Argentina. | César Pereyra        | 2009-14; 2016                      | 54    |
| 5.º  | Bandera de Argentina. | Gustavo Spallina     | 1991-93; 1995-96                   | 52    |
| 6.º  | Bandera de Argentina. | José Reinaldi        | 1968-74; 1984                      | 41    |
| 7.º  | Bandera de Argentina. | Cristian Carnero     | 1996-2000                          | 37    |
| 8°   | Bandera de Uruguay.   | Luis Ernesto Sosa    | 1990-94; 1997-2001                 | 34    |
| 9.º  | Bandera de Argentina. | Leonardo Torres      | 1994-2000; 2004-05                 | 30    |
| 10.º | Bandera de Argentina. | Franco Jara          | 2023-act.                          | 25    |
| 11.º | Bandera de Argentina. | Matías Suárez        | 2006-08; 2016-18; 2024             | 25    |
| 12.º | Bandera de Argentina. | Julio Cesar Villagra | 1982-91                            | 24    |
| 13.º | Bandera de Argentina. | Mariano Campodónico  | 2005-06; 2010-11                   | 23    |
| 14.º | Bandera de Argentina. | Jorge Velázquez      | 2012-17                            | 22    |
| 15.º | Bandera de Argentina. | Luis A. Scatolaro    | 1984-88                            | 21    |
| 16.º | Bandera de Argentina. | Matías Gigli         | 2005-08                            | 21    |
| 17.º | Bandera de Argentina. | Miguel Laciar        | 1970-77                            | 20    |
| 18.º | Bandera de Argentina. | Fernando Márquez     | 2012-17                            | 20    |
| 19.º | Bandera de Argentina. | Germán Martellotto   | 1983-84; 1986-87; 1996             | 19    |
| 20.º | Bandera de Argentina. | Ariel Ramonda        | 1982-84; 1986-88                   | 19    |

### Goleadores en TODAS LAS COMPETICIONES[77][78][79]
| Pos. | Nac.                  | Jugador                | Período                            | Goles |
| ---- | --------------------- | ---------------------- | ---------------------------------- | ----- |
| 1.º  | Bandera de Argentina. | Francisco García       | 1947-54                            | 148   |
| 2.º  | Bandera de Argentina. | Justo A. Coria         | 1938-54                            | 128   |
| 3.º  | Bandera de Argentina. | Roberto Luque          | 1947-54                            | 121   |
| 4.º  | Bandera de Argentina. | Jacinto Carvallo       | 1943-47                            | 107   |
| 5.º  | Bandera de Argentina. | José Reinaldi          | 1968-74; 1984                      | 104   |
| 6.º  | Bandera de Argentina. | Ignacio Romero         | 1921-36                            | 96    |
| 7.º  | Bandera de Argentina. | Oscar Peralta          | 1947-58                            | 95    |
| 8.º  | Bandera de Argentina. | Luis Fabián Artime     | 1992-93; 1994-99; 2000-01; 2003-05 | 94    |
| 9.º  | Bandera de Argentina. | Miguel Laciar          | 1970-77                            | 91    |
| 10.º | Bandera de Argentina. | Abel Blasón            | 1986-88                            | 82    |
| 11.º | Bandera de Argentina. | José Dionisio Guzman   | 1933-1940                          | 77    |
| 12.º | Bandera de Argentina. | Héctor J. Carrizo      | 1945-51                            | 68    |
| 13.º | Bandera de Argentina. | Santiago Salas         | 1933-42                            | 67    |
| 14.º | Bandera de Argentina. | Pablo Vegetti          | 2019-23                            | 63    |
| 15.º | Bandera de Argentina. | Juan Carlos Mameli     | 1965-68                            | 63    |
| 16.º | Bandera de Argentina. | Dardo Lucero           | 1946-51                            | 63    |
| 17.º | Bandera de Argentina. | Miguel Guevara         | 1949-58                            | 58    |
| 18.º | Bandera de Argentina. | Germán R. Martellotto  | 1983-84; 1986-87; 1996             | 57    |
| 19.º | Bandera de Argentina. | Ricardo H. Lascano     | 1927-32                            | 57    |
| 20°  | Bandera de Argentina. | Daniel Alonso Bernabeu | 1956-62                            | 55    |

#### Goleadores en competiciones nacionales
| Goleadores de Primera División | Goleadores de Primera División | Goleadores de Primera División |
| Futbolista                     | Torneo                         | Goles                          |
| ------------------------------ | ------------------------------ | ------------------------------ |
| César Pereyra                  | Torneo Inicial 2013            | 10                             |
| Pablo Vegetti                  | Liga Profesional 2023          | 13                             |
| Franco Jara                    | Liga Profesional 2024          | 13                             |

| Goleadores de Segunda División | Goleadores de Segunda División | Goleadores de Segunda División |
| Futbolista                     | Torneo                         | Goles                          |
| ------------------------------ | ------------------------------ | ------------------------------ |
| Pablo Vegetti                  | Primera Nacional 2022          | 17                             |

| Goleadores de Copas Nacionales | Goleadores de Copas Nacionales   | Goleadores de Copas Nacionales |
| Futbolista                     | Torneo                           | Goles                          |
| ------------------------------ | -------------------------------- | ------------------------------ |
| Lucas Passerini                | Copa de la Liga Profesional 2023 | 10                             |

### Mayores presencias[86]
| Pos. | Nac.                  | Jugador                 | Período                            | Partidos |
| ---- | --------------------- | ----------------------- | ---------------------------------- | -------- |
| 1.º  | Bandera de Argentina. | Juan Carlos Olave       | 1995-97; 1999-2001; 2007-16        | 382      |
| 2.º  | Bandera de Argentina. | Luis Fabián Artime      | 1992-93; 1994-99; 2000-01; 2003-05 | 336      |
| 3.º  | Bandera de Argentina. | Guillermo Farré         | 2007-2017                          | 327      |
| 4.º  | Bandera de Argentina. | Tomás Cuellar           | 1960-1975                          | 324      |
| 5.º  | Bandera de Argentina. | Rubén Coletti           | 1975-1980                          | 323      |
| 6.º  | Bandera de Argentina. | Julio César Villagra    | 1982-1991                          | 316      |
| 7.º  | Bandera de Argentina. | Froilán Altamirano      | 1959-1971                          | 309      |
| 8.º  | Bandera de Argentina. | Gastón Turus            | 1995-2016                          | 295      |
| 9.º  | Bandera de Argentina. | Miguel Laciar           | 1970-77                            | 295      |
| 10.º | Bandera de Argentina. | Antonio Syeyyguil       | 1968-75; 1978-79                   | 279      |
| 11.º | Bandera de Argentina. | Justo A. Coria          | 1939-54                            | 273      |
| 12.º | Bandera de Argentina. | José Reinaldi           | 1968-74; 1984                      | 266      |
| 13.º | Bandera de Argentina. | César Mansanelli        | 2005-13; 2014-15                   | 255      |
| 14.º | Bandera de Argentina. | Héctor Tocalli          | 1971-76                            | 253      |
| 15.º | Bandera de Uruguay.   | Luis Ernesto Sosa       | 1990-94; 1997-2001                 | 252      |
| 16.º | Bandera de Argentina. | Rafael J. E. Pavón      | 1969-75                            | 238      |
| 17.º | Bandera de Argentina. | Adrián Ávalos           | 1995-99; 2003-05                   | 216      |
| 18.º | Bandera de Argentina. | Gustavo Spallina        | 1987-93; 1995-96                   | 214      |
| 19.º | Bandera de Argentina. | Oscar Alberto Rodríguez |                                    | 212      |
| 20.º | Bandera de Argentina. | Marcelo Flores          | 1989-96                            | 209      |

     Jugador activo en el club

### Jugadores formados en Belgrano en laSelección Argentina
| Jugador              | Período       |
| -------------------- | ------------- |
| José Lascano         | 1918          |
| Miguel Dellavalle    | 1920-21       |
| José María Suárez    | 1975          |
| Rafael Pavón         | 1975          |
| Omar Beccérica       | 1975          |
| Germán Martellotto   | 1991          |
| José Luis Villarreal | 1992-93       |
| Carlos Bossio        | 1994-95       |
| Roberto Monserrat    | 1997          |
| Mario Bolatti        | 2009-10       |
| Emiliano Rigoni      | 2017          |
| Franco Vázquez       | 2018          |
| Guido Herrera        | 2018          |
| Renzo Saravia        | 2018-19       |
| Matías Suárez        | 2019          |
| Cristian Romero      | 2021-presente |
| Bruno Zapelli        | 2023          |
| Mariano Troilo       | 2025          |

### Jugadores formados en Belgrano en otras selecciones
| Jugador             | Selección | Período       |
| ------------------- | --------- | ------------- |
| Juan Carlos Heredia | España    | 1978-79       |
| Franco Vázquez      | Italia    | 2015          |
| Lucas Zelarayán     | Armenia   | 2021-presente |
| Bruno Zapelli       | Italia    | 2023          |
| Ibrahim Hesar       | Siria     | 2023-24       |

### Otros jugadores destacados
| Jugador                | Período                |
| ---------------------- | ---------------------- |
| Maximiliano Unamúnzuga | 1913-22                |
| Arturo Lutri           | 1912-14                |
| Ignacio Romero         | 1921-36                |
| Julio Murúa            | 1929-43                |
| Ambrosio Restelli      | 1930-40                |
| Santiago Salas         | 1933-42                |
| Jacinto Carballo       | 1943-48                |
| José Enrique Sosa      | 1937-42                |
| Sergio Elvio García    | 1950-66                |
| Froilán Altamirano     | 1959-71                |
| Juan Carlos Mamelli    | 1968                   |
| Domingo Ceballe        | 1968                   |
| Bernardo Cos           | 1970-72                |
| Tomás Cuellar          | 1971                   |
| Antonio Syeyyguil      | 1972-85                |
| Carlos Guerini         | 1972-85                |
| Horacio Baldessari     | 1976-77; 1980; 1988-89 |
| Agustín Ambrosich      | 1980                   |
| Raúl Arraigada         | 1980                   |
| Javier Arbarello       | 1992-94                |
| Germán Montoya         | 2001-06                |
| Luciano Lollo          | 2007-14                |
| Cristian Lema          | 2014-18                |
| Bruno Amione           | 2019-20                |

### Distinciones individuales
- Premio Ubaldo Matildo Fillol: Juan Carlos Olave - (Torneo Final 2013)[89]

### Futbolistas extranjeros
| Nacionalidad | N ° | Jugadores |
| ------------ | --- | --- |
| Uruguay      | 25  | Karim Adippe, Christian Almeida, Adrián Argachá, Adrián Balboa, Carlos Bueno, Fernando Cardozo, Thiago Cardozo, Alejandro Lembo, Adolfo Lima, Josemir Lujambio, Santiago Martínez Pintos, Federico Ricca, Hernán Menosse, Uriel Pérez, Federico Pintos, Jonathan Ramis, Sergio Rodríguez Budes, Ribair Rodríguez, Emiliano Romero Clavijo, Rodrigo Saravia, Nicolás Schiappacasse, Luis Ernesto Sosa, Osvaldo Streccia, Cristian Techera, Sergio Umpiérrez. |
| Colombia     | 13  | Andrés Felipe Amaya, Raúl Asprilla, Mauricio Casierra, Mauricio Cuero, Juan Alejandro Mahecha, Leonardo Fabio Moreno, Julián Mosquera, Edwin Móvil, José Luis Moya, Frank Pacheco, Marco Pérez Murillo, Rubiel Quintana, Robinson Zapata. |
| Paraguay     | 13  | Víctor Aquino, Elías Ayala, Enrique Borja, Juan Daniel Cáceres, Juan Espínola, Jaime Garcete, Epifanio García, Justo Jacquet, Marcos Lazaga, Juan Gabriel Patiño, Ricardo Ismael Rojas, Blas Romero, Jonathan Santana. |
| Perú         | 5   | Eddy Carazas, José Moisela, Carlos Flores Murillo, Bryan Reyna, Hansell Riojas. |
| Chile        | 4   | Álex Ibacache, Matías Marín, Lautaro Pastrán, José Rojas. |
| Italia       | 3   | Luciano Frattura, Franco Vázquez, Bruno Zapelli. |
| Ecuador      | 2   | Roberto Mina, Matías Oyola. |
| Armenia      | 2   | Mauro Guevgeozian, Lucas Zelarayán. |
| Brasil       | 1   | Luis Fernando. |
| Venezuela    | 1   | Anthony Uribe. |
| Honduras     | 1   | Jerry Bengtson. |
| Siria        | 1   | Ibrahim Hesar. |
| España       | 1   | Juan Carlos Heredia. |
| Francia      | 1   | Pedro Papy. |

### Mayores ventas del club
| Año  | Jugador         | Comprador            | Monto     | %   |
| ---- | --------------- | -------------------- | --------- | --- |
| 2024 | Matías Moreno   | Fiorentina           | 6.882.000 | 100 |
| 2015 | Lucas Zelarayán | Tigres               | 5.500.000 | 70  |
| 2023 | Bruno Zapelli   | Athletico Paranaense | 4.500.000 | 50  |
| 2016 | Emiliano Rigoni | Independiente        | 3.400.000 | 100 |
| 2024 | Juan Barinaga   | Boca Juniors         | 3.165.875 | 100 |
| 2019 | Matías Suárez   | River Plate          | 3.000.000 | 100 |
| 2007 | Mario Bolatti   | Porto                | 2.700.000 | 100 |
| 2018 | Cristian Romero | Genoa                | 2.400.000 | 10  |
| 2019 | Tomás Guidara   | Vélez Sarsfield      | 2.100.000 | 80  |
| 2019 | Renzo Saravia   | Racing Club          | 2.070.000 | 50  |

## Entrenadores
Entrenadores con más partidos dirigidos en AFA y su efectividad:
 Actualizado de acuerdo al último partido jugado el 11 de agosto de 2025.
| Entrenador         | Partidos | Efectividad |
| ------------------ | -------- | ----------- |
| Ricardo Zielinski  | 229      | 48,4 %      |
| Guillermo Farré    | 118      | 55,5 %      |
| Jorge Guyón        | 82       | 50,8 %      |
| Pedro Marcheta     | 80       | 55,8 %      |
| Carlos Ramacciotti | 71       | 52,7 %      |
| Ricardo Rezza      | 67       | 49,8%       |
| Raúl Arraigada     | 63       | 50,8%       |
| Fernando Areán     | 58       | 44,3%       |
| Carlos Biasutto    | 43       | 41,1%       |
| Humberto Maschio   | 39       | 51,3%       |
| Tomás R. Cuellar   | 37       | 56,8%       |

Entrenadores con más partidos dirigidos en TODAS LAS COMPETICIONES y su efectividad:
 Actualizado de acuerdo al último partido jugado el 11 de agosto de 2025.
| Entrenador         | Partidos | Efectividad |
| ------------------ | -------- | ----------- |
| Pereyra Eduardo    | 327      | 62,7%       |
| Ricardo Zielinski  | 229      | 48,4 %      |
| Jorge Guyon        | 149      | 49,2%       |
| Enrique García     | 127      | 63,3%       |
| Rodolfo Bútori     | 120      | 66,9%       |
| Raúl H. Arraigada  | 120      | 53,6%       |
| Ignacio Romero     | 118      | 62,7%       |
| Guillermo Farré    | 118      | 55,4 %      |
| Tomás R. Cuellar   | 95       | 58,9%       |
| Victorio N. Cocco  | 93       | 67,7%       |
| Pedro Marcheta     | 80       | 55,8 %      |
| Carlos Ramacciotti | 71       | 52,7 %      |

### Cuerpo técnico 2025
| Cuerpo técnico |
| |
| Entrenador: - Ricardo Zielinski Ayudantes de campo: - Emmanuel Depaoli - Luciano Guiñazú Preparadores físicos: - Alfonso Meoni - Fernando Yábale Asesor deportivo: - Vacante - Hernán Castex Entrenador de arqueros: - Marcelo Misetich Coordinadores deportivos: - Jorge Guyón - Luis Ernesto Sosa - Ángel Solazzo - Cristian Solazzo Entrenador de la reserva en AFA: - Norberto Fernández Entrenadores de las divisiones inferiores en AFA: - Darío Cava (4ª)llo (5.ª) - José Flores (6.ª) - Seguio Guallane (7.ª) - Norberto Fernández (8.ª) - Leandro Zuleta (9.ª) Entrenadores de arqueros en inferiores: - Héctor Tocalli - Ré Alejandro Entrenador de la primera en Liga Cordobesa: - Daniel Mercado Entrenadores de la división inferiores en Liga Cordobesa: - Leonardo Felicia (4.ª) - Pablo Bocco (5.ª y 6.ª) - Gustavo Spallina (7.ª) - Leonardo Torres (8.ª y 9.ª) - Américo Ozán (10.ª y 11.ª) - Marcelo Videla (12.ª y 13.ª) Entrenador en fútbol femenino: - Maximiliano Luján Preparadora física en fútbol femenino: - Nanini Eliana Médicos: - José Luna - Sergio Luque Kinesiología: - Carlos Arbulú - Matías Sampietro - Sebastián Schanton Fisiología: - Gustavo Metral Masajistas: - Adrían Bertachini Utileros: - Hugo Colchi - Oscar Díaz |
| |

## Partidos amistosos Internacionales destacados
Al 2017, Belgrano ha jugado más de 30 partidos internacionales amistosos, aquí se detallan algunos de los más destacados:
Belgrano 1 – Mitsubishi Motors Mizushima FC 0
En febrero de 1993 la ciudad de Córdoba fue testigo de un cuadrangular homónimo del que participaron Belgrano, Talleres, el Mitsubishi de Japón y la Selección de Bielorrusia. En el encuentro que abrió el torneo, los Piratas vencieron a los orientales por 1 a 0 con gol de Adrián Czornomaz y pasaron a la final, en la que se enfrentarían a los europeos.
Belgrano 1 (4) – Selección de Bielorrusia 1 (3)
La final de la Copa Córdoba 1993 se jugó en el Chateau Carreras, Belgrano y Selección de Bielorrusia igualaron 1 a 1 y fueron a los tiros desde el punto del penal, donde Belgrano se impuso 4 a 3, para terminar levantando la copa.
Belgrano 1 – Servette Football Club 1
En el marco de la "Copa Córdoba '80", Belgrano enfrentó al Servette de Suiza, que venía de ser derrotado 1 a 0 por Talleres. Con algo de sufrimiento, ya que alcanzaron el gol por medio de Melone en los segundos finales, los piratas de Alberdi pudieron igualar 1 a 1 y llegaron con buenas chances al último partido del grupo. Después se consagrarían campeones de ese hexagonal internacional del que también participaron Instituto de Córdoba, Fluminense de Brasil y Budapest Honvéd de Hungría.
Belgrano 1 – Cosmos 1
El famoso New York Cosmos de Estados Unidos anduvo por la Argentina en 1978 y enfrentó a Belgrano de Córdoba, en el viejo Estadio "Chateau Carreras". El conjunto extranjero, que tenía figuras como Franz Beckenbauer y Carlos Alberto, llegó al gol por intermedio del italiano Giorgio Chinaglia. Para el Pirata convirtió Carballo. El cotejo, ya de por sí extraño, estuvo condimentado con la presencia de la cantante Gloria Gaynor, que entretuvo a la multidud con su actuación.
Belgrano 3 – Selección de Checoslovaquia 2
La jornada del 3 de febrero de 1979 no es cualquier otra en la historia de Belgrano de Córdoba. Ese sábado, el Pirata se dio el lujo de derrotar en el Gigante de Alberdi al campeón de Europa. La selección de Checoslovaquia venía de consagrarse como el mejor en la Eurocopa de Yugoslavia 1976, dejando atrás a la Holanda de Cruyff en semifinales y a Alemania Federal en el cotejo decisivo.
Llegó a La Docta con la mayoría de sus figuras (se destacaban el goleador Zdenek Nehoda y el defensor Anton Ondrus), en busca de la puesta a punto para afrontar el campeonato de Italia 1980, donde defendería el título.
Todo hacía presumir que le ganarían al elenco argentino, sobre todo cuando a los 12 minutos ya llevaban una ventaja de 2 a 0. Sin embargo, Belgrano remontó de forma heroica el encuentro y con un gol de Eduardo Carranza y 2 de Enrique Viller se llevó la victoria.
Belgrano 1 – Valencia FC 1
Pocos días después de finalizado el Mundial Argentina 1978, el Valencia de España, que contaba en sus filas con el Matador Mario Kempes, visitó nuestro país para jugar un amistoso con Belgrano de Córdoba, en el Chateau Carreras. A estadio lleno, empataron 1 a 1.
Belgrano 1 – Honved FC 0
Belgrano de Córdoba derrotó 1 a 0 al extravagante Honved de Hungría. El jugador del Pirata, Melone, salta a cabecear junto a un defensor húngaro, consiguiendo el gol del triunfo. Gracias a esa victoria, los Celestes se adjudicaron la Copa Córdoba de 1980.

### Otros partidos destacados
- Belgrano 3 - 1 Malmö Fotbollförening en 1955
- Belgrano 1 - 1 Selección Argentina en 1974
- Belgrano 2 - 0 Inter de Porto alegre en 1978
- Belgrano 3 - 2 Grêmio de Porto alegre en 1993
- Belgrano 3 - 2 Atlético Nacional en 2010
- Belgrano 0 - 0 Nacional de Montevideo en 2015
- Belgrano 1 - 1 Nacional de Montevideo en 2016
- Belgrano 2 - 1 Universidad Católica en 2017
- Belgrano 1 - 1 Universidad de Chile en 2017
- Belgrano 0 - 0 Peñarol en 2020
- Belgrano 2 - 0 Unión Española en 2022
- Belgrano 1 - 0 Danubio en 2022

## Videojuegos
Videojuegos en donde aparece Belgrano:

### Konami
- Pro Evolution Soccer 2014 (como parte de la liga Argentina, incorporada en el juego por primera vez)
- Pro Evolution Soccer 2015 (como parte de la liga Argentina y por copa sudamericana)
- Pro Evolution Soccer 2016 (como parte de la liga Argentina)
- Pro Evolution Soccer 2017 (como parte de la liga Argentina y por copa sudamericana)
- Pro Evolution Soccer 2018 (como parte de la liga Argentina)
- Pro Evolution Soccer 2019 (como parte de la liga Argentina)
- eFootball (como parte de la liga Argentina, sin embargo, el club no está licenciado en el juego, aparece como "Alberdi A" respectivamente)

### EA Sports
- FIFA 14 (como parte de la liga Argentina , incorporada en el juego por primera vez)
- FIFA 15 (como parte de la liga Argentina)
- FIFA 16 (como parte de la liga Argentina)
- FIFA 17 (como parte de la liga Argentina)
- FIFA 18 (como parte de la liga Argentina)
- FIFA 19 (como parte de la liga Argentina)
- FC 24 (como parte de la liga Argentina)
- FC 25 (como parte de la liga Argentina y por copa sudamericana)

## Otros deportes

### Básquet
El "Pirata" fue uno de los primeros grandes animadores del básquet de Córdoba. Luego del tetracampeonato oficial obtenido por el mítico Velocidad y Resistencia de barrio Alta Córdoba, a partir de 1929, Belgrano obtiene de manera consecutiva 7 campeonatos oficiales de basquetbol (1929-1936), un hecho sin precedentes que aún no se pudo igualar en el torneo capitalino. Para el Campeonato Sudamericano de Baloncesto de 1934, ganado por la Selección de baloncesto de Argentina, el entrenador albiceleste Víctor Caamaño convocó a los jugadores celeste José Bruno Verzini y Santos Gianuzzo. Este último jugador fue el héroe del partido inaugural al convertir sobre el final de juego un lanzamiento desde la mitad de cancha y derrotar a Brasil por 26 a 25.
En 1943 el celeste participa del Campeonato Argentino de Clubes de Basquetbol logrando el tercer puesto detrás del campeón Unión de Santa Fe y San Lorenzo de Almagro. En 1946 y 1948 obtiene los últimos torneos oficiales de primera. Junto a Juniors, Atenas, Redes Cordobesas e Hindú está entre los equipos que más torneos oficiales obtuvieron.
Hace más de un año que el Club Atlético Belgrano cuenta nuevamente con la disciplina Básquet.
Tiempo atrás, el "Celeste", tenía a este deporte dentro de sus actividades, pero con el correr de los años y diferentes cuestiones, fue desapareciendo, como tantas otras cosas; pero ahora volvió y para quedarse. Actualmente cuenta con muchísimos alumnos, de distintas edades y niveles; y en este corto pero productivo período han logrado muchísimos méritos.
Lo más destacado es lo que están logrando los más menores; desde el mes de abril compiten en la Liga Infantojuvenil de Córdoba, junto a otros niños y jóvenes de las localidades de Villa Allende, Carlos Paz, Jesús María, Corralito, entre otros.

### Ajedrez
Belgrano se encuentra afiliado a todas las instituciones que desarrollan la práctica del juego a nivel internacional, nacional y local. En los dos últimos ámbitos ha sido campeón.

### Fútbol Femenino
El Club Atlético Belgrano comenzó a desarrollar la disciplina del fútbol femenino en el año 2001 hasta lograr formar un equipo competitivo, siendo Belgrano el club pionero en esta parte del país en darles lugar a las mujeres para la práctica del fútbol.
Luego de diez años de trabajo y participando sólo en torneos amistosos, llegó el Primer Torneo Oficial organizado por la Liga Cordobesa de Fútbol, que reglamentó que todos los clubes inscriptos en ella, presenten una formación de fútbol femenino antes de los partidos oficiales.
El Club Atlético Belgrano no solo que participó en el primer torneo de Liga Cordobesa, sino que lo ganó de punta a punta, coronándose Campeón invicto. En todos y cada uno de los partidos que se disputaron, las chicas celestes demostraron profesionalidad, buen juego, garra, espíritu, lucha y sacrificio, para pasar por encima a sus rivales. Incluso a Talleres le propinó un soberbio 12 a 0 en La Boutique, en lo que fue el primer clásico oficial de esta índole.
Belgrano logró su título al vencer a Argentino Peñarol por 6 a 0 en Argüello. Aquella tarde formó con Domínguez; Salinas, Castro, Farías y Sánchez; Rojo, Oliva y Gómez (C); Soriano, Ricca y Pereyra. Suplentes: Trujillo, Ojeda, Figueroa, Barrera, Mansilla, Ré y Martínez. DT: Horacio Solá.
Las estadísticas indican: 98 puntos, producto de 32 partidos ganados y 2 empates, con 172 goles a favor y tan sólo 7 en contra.

### Voleibol Femenino
Las clases inferiores actualmente disputan amistosos e interclubes, mientras que la categoría Mayores, forma parte del Torneo Oficial de Voleibol Provincial, ubicándose en la Divisional B1, y con muchas chance de ascender a la zona A1, en la cual podrían incorporarse las categorías Sub-21, 18, 16 y 14. El club lleva adelante esta disciplina desde el año 1998.

### Natación
Guillermo Bertola es el máximo representante del club en este deporte. Guillermo participó en 2 carreras pre mundiales, en la primera competencia de 10 km finalizó en el puesto 13, mientras que en la segunda de 5 km llegó en el sexto lugar.

## Palmarés

### Títulos nacionales oficiales (2)
| Torneos Nacionales (2)              | Torneos Nacionales (2) | Torneos Nacionales (2) |
| Competición                         | Títulos                | Subcampeonatos         |
| ----------------------------------- | ---------------------- | ---------------------- |
| Torneo Regional (1/0)               | 1985-86.(*)            |                        |
| Segunda División de Argentina (1/1) | 2022.                  | 1997-98.               |

(*) La edición 1985-86 de este torneo fue la única que otorgó un título oficial de campeón reconocido por AFA.

### Logros nacionales oficiales (**)
| Logros Oficiales              | Logros Oficiales        |
| Competición                   | Títulos                 |
| ----------------------------- | ----------------------- |
| Regionales de AFA (4)         | 1968, 1973, 1975, 1985. |
| Promoción (4)                 | 2000, 2001, 2006, 2011. |
| Torneo Reducido (2)           | 1991, 1998.             |
| Torneo del Interior (1)       | 1986.                   |
| Liguilla pre-Sudamericana (1) | 2015.                   |

(**) No otorgan título de campeón.

### Títulos divisiones juveniles de AFA (5)
| Torneos Juveniles AFA (5) | Torneos Juveniles AFA (5) |
| Competición               | Títulos                   |
| ------------------------- | ------------------------- |
| Cuarta División (3)       | 2009, 2018, 2024.         |
| Quinta División (1)       | 2018.                     |
| Octava División (1)       | 2016.                     |

### Títulos locales oficiales (59)
| Torneos Locales (59)             | Torneos Locales (59) |
| Competición                      | Títulos |
| -------------------------------- | --- |
| Liga Cordobesa de Fútbol (27)    | 1913, 1914, 1917, 1919, 1920, 1929, 1930, 1931, 1932, 1933, 1935, 1936, 1937, 1940, 1946, 1947, 1950, 1952, 1954, 1955, 1957, 1970, 1971, 1973, 1984, 1985, 2013. |
| Segunda División LCF (3)         | 1908, 1909, 1910. |
| Campeonato Provincial ACF (3)    | 1983, 1984, 1985. |
| Campeonato Clasificación LCF (6) | 1968, 1970, 1971, 1972, 1973, 1974. |
| Campeonato Preparación LCF (5)   | 1936, 1941, 1943, 1947, 1949. |
| Copa Reina Victoria (3)          | 1914, 1916, 1917. |
| Campeonato Sidral LCF (1)        | 1931. |
| Copa Gath & Cháves (1)           | 1924. |
| Campeonato de la Bandera (1)     | 1916. |
| Campeonato Vélez Sársfield (1)   | 1915. |
| Campeonato Unión Cordobesa (1)   | 1956. |
| Campeonato Estímulo (1)          | 1920. |
| Copa Argentina (1)               | 1914. |
| Campeonato Iniciación LCF (1)    | 1962. |
| Campeonato Clausura LCF (1)      | 1966. |
| Campeonato Selección (1)         | 1973. |
| Campeonato Selectivo (1)         | 1975. |
| Campeonato Apertura LCF (1)      | 1978. |

### Títulos no oficiales
| Torneos No Oficiales                        | Torneos No Oficiales                |
| Competición                                 | Títulos                             |
| ------------------------------------------- | ----------------------------------- |
| Copa Córdoba (6)                            | 1971, 1980, 1991, 1993, 2013, 2014. |
| Copa Amistad (3)                            | 2001, 2012, 2014.                   |
| Copa de Oro Córdoba (2)                     | 1989, 1990.                         |
| Copa Municipalidad de Córdoba (2)           | 2003, 2003.                         |
| Copa Córdoba Entre Todos (1)                | 2018.                               |
| Copa BBVA Francés (1)                       | 2016.                               |
| Copa Agencia Córdoba Deportes (1)           | 2016.                               |
| Copa Corazón de mi País (1)                 | 2003.                               |
| Copa Fundación Córdoba Fútbol (1)           | 2009.                               |
| Copa Mendoza (1)                            | 1971.                               |
| Torneo Neder Nicola (1)                     | 1989.                               |
| Cuadrangular Córdoba (1)                    | 1976.                               |
| Copa Desafío (1)                            | 1993.                               |
| Copa 89º Aniversario ACF (1)                | 2002.                               |
| Copa 85º Aniversario La Voz (1)             | 1994.                               |
| Copa 105º La Voz (1)                        | 2009.                               |
| Copa Revancha (1)                           | 2001.                               |
| Copa Mundo D (1)                            | 2010.                               |
| Copa Schneider (1)                          | 2019.                               |
| Copa Tetracampeones Uruguayos (Uruguay) (1) | 2022.                               |
| Copa Juan Carlos Mameli (Uruguay) (1)       | 2023.                               |
| Copa Alejandro Lembo (Uruguay) (1)          | 2023.                               |

### Títulos del fútbol femenino
- Títulos de AFA (2): Primera C 2021, Primera B 2022.[130]
- Subcampeón Copa Federal 2022.[131]

En Fútbol Femenino, Belgrano es un club pionero en el interior del país y múltiple campeón (24 títulos oficiales), formando jugadoras que han nutrido y nutren a selecciones nacionales y clubes del exterior. Este constante crecimiento, sostenido en una clara política deportiva e inclusiva, le valió el reciente y merecido ingreso a AFA, siendo el primer club indirectamente afiliado y el primer y único representante de Córdoba. En el debut en el Torneo de Primera C de AFA, las piratas se consagraron campeonas de manera invicta, logrando el ascenso. En 2022, Belgrano obtuvo el título de Primera B de AFA, por lo que desde 2023 compite en la Primera División del Fútbol Argentino. También lo hace en la Liga Cordobesa de Fútbol, en divisiones sub-15, sub-17 y Primera. El Femenino de Belgrano, en su primer año en primera de AFA, terminó como subcampeón; cayendo 2 a 0 ante Boca, en el partido de vuelta de la final de la Copa YPF, y quedando en segundo lugar.

### Títulos de divisiones inferiores
- Copa de menores FIFA (Argentina) (4): 2008, 2009, 2010, 2013.
- Copa Bicentenario (Córdoba) (1): 2010.
- Torneo Internacional Velasanito (1): 2011.

En el año 2008, la clase 96 del club logró clasificarse al mundial juvenil, que se jugó en Francia - París luego de clasificarse, primero campeón en la provincia y luego en el país. En el mundial salieron sextos de 40 países, dejando atrás a selecciones como Alemania e Inglaterra.
En 2009, la clase 97 también se clasificó para el mundial juvenil sólo que esta vez se jugó en la ciudad de San Pablo. La división fue comandada por el profesor Fernando Videla.
En 2010, el club se coronó campeón nuevamente al vencer en la final a Colón de Santa Fe y así completó una serie de tres torneos ganados en forma consecutiva, logrando representar a la Argentina esta vez en Sudáfrica. Fue la clase 98 y el director técnico en esta ocasión fue un histórico exjugador del club: Norberto Fernández. Mientras que a nivel local, Belgrano ganó la Copa Bicentenario.
En el torneo Velesanito 2011, la clase 98 comandada por Leonardo Torres le ganó 2 a 0 a Vélez Sarsfield en la final. Dicho torneo se jugó en Santa Fe y participaron equipos como Olimpia de Paraguay, Barcelona de España, River Plate, entre otros.
En la actualidad las divisiones inferiores de AFA del Club Atlético Belgrano son consideradas unas de las mejores inferiores de Argentina, y la mejor del interior del país. En el año 2009 la cuarta división del club se consagró campeón del torneo de AFA. Luego, en el año 2016, la octava división logra consagrase campeón de un nuevo torneo de AFA, para así conseguir el segundo título en inferiores de AFA para el club. En 2018, la cuarta división logra el título al vencer en la final a Talleres por 4 a 0 y la quinta a Estudiantes por penales (4-3), luego de empatar 0 a 0 en el tiempo complementario.